# Судно

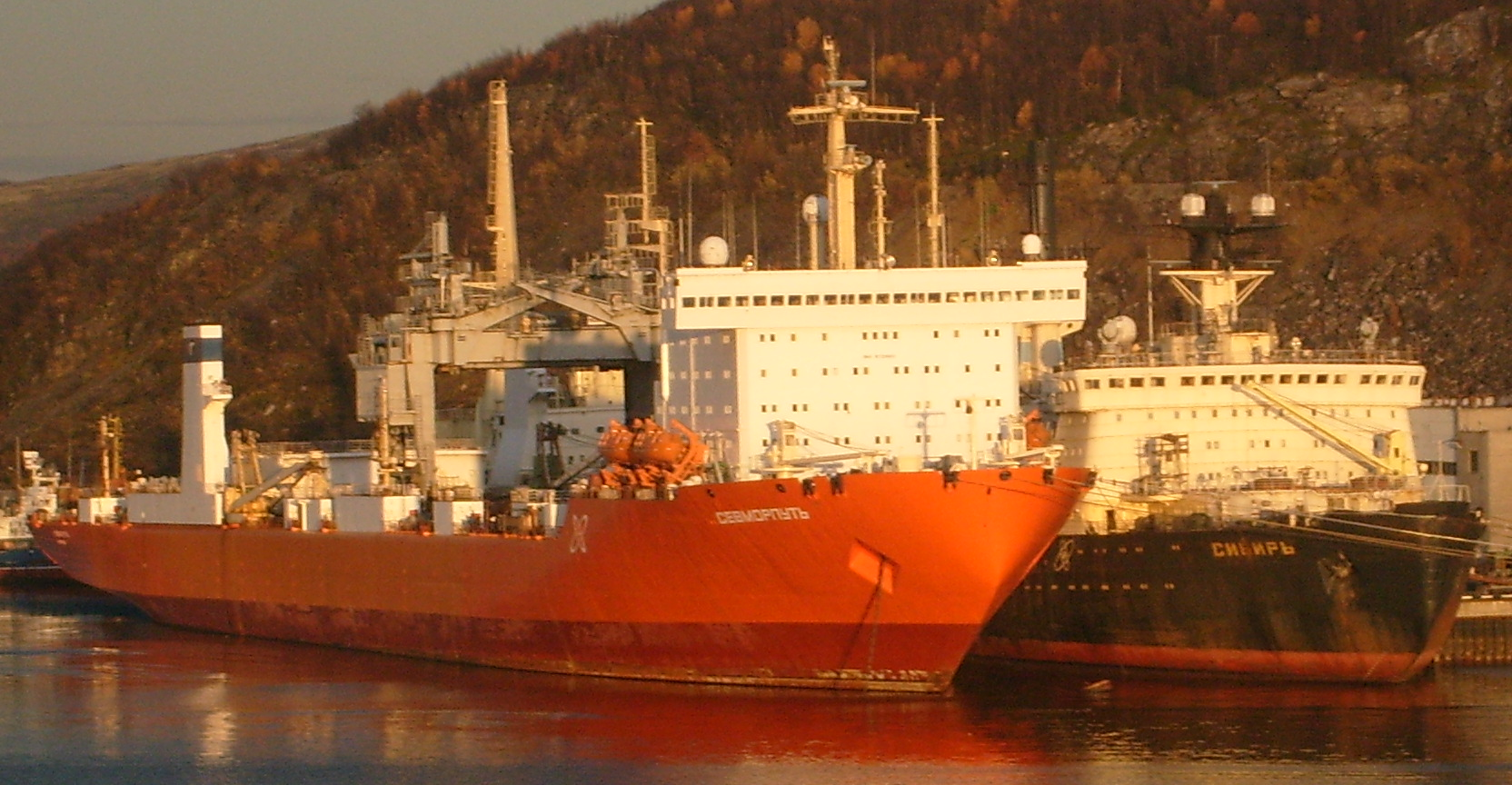
Суда атомного флота: лихтеровоз «Севморпуть» и ледокол «Сибирь»

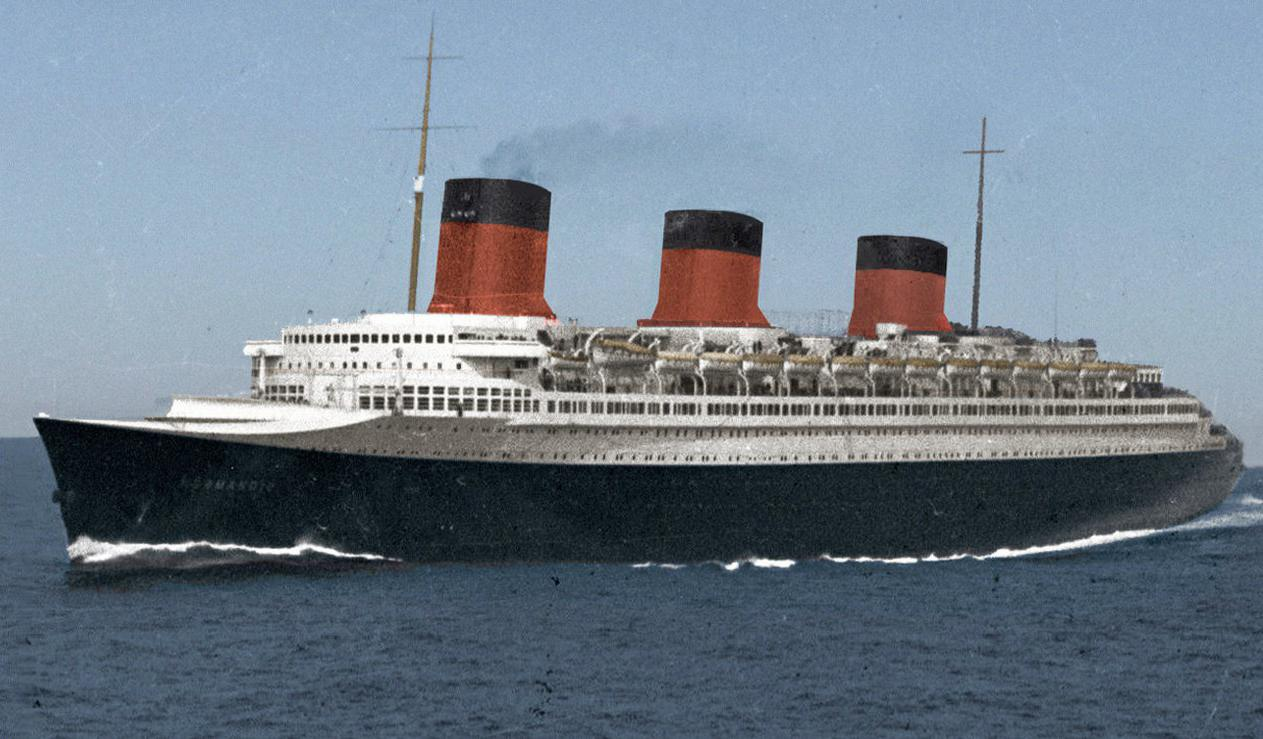
Океанский лайнер "Normandie"

Су́дно — плавучее сооружение, предназначенное для транспортных, промысловых, военных, научных, спортивных и других целей. Судно может быть военным (корабль) или гражданским.
Гражданские суда по своему назначению подразделяются на транспортные (несамоходные – баржи – и самоходные), промысловые, технические, вспомогательные (в т. ч. портовые буксиры, ледоколы, плавучие доки, плавучие краны, дебаркадеры), специальные, прогулочные и спортивные.
Суда, способные погружаться под воду, называются подводными, остальные — надводными. В зависимости от способа движения на воде подразделяются на плавающие (водоизмещающие), глиссирующие, на подводных крыльях и на воздушной подушке, экранопланы, экранолёты.

## Юридическое определение
В морском праве под морским судном понимается самоходное или несамоходное плавучее сооружение, то есть искусственно созданный человеком объект, предназначенный для постоянного пребывания в море в плавучем состоянии. Для признания того или иного сооружения судном не имеет значения, снабжено ли оно собственным двигателем, находится ли на нём экипаж, перемещается оно или находится преимущественно в стационарном плавучем состоянии (например, плавучий док, дебаркадер). Такое же определение распространяется и на внутренние водоёмы и реки.
Определение судна в основных нормативно-правовых актах, регулирующих вопросы и взаимоотношения в судоходстве:

### Кодекс торгового мореплавания Российской Федерации
Кодекс торгового мореплавания РФ определяет судно как «самоходное или несамоходное плавучее сооружение, используемое в целях торгового мореплавания». Под торговым мореплаванием в Кодексе понимается деятельность, связанная с использованием судов для:
- перевозок грузов, пассажиров и их багажа;
- рыболовства;
- разведки и разработки минеральных и других неживых ресурсов морского дна и его недр;
- лоцманской и ледокольной проводки;
- поисковых, спасательных и буксирных операций;
- подъёма затонувшего в море имущества (в том числе судов);
- гидротехнических, подводно-технических и других подобных работ;
- санитарного, карантинного и другого контроля;
- защиты и сохранения морской среды;
- проведения морских научных исследований;
- учебных, спортивных и культурных целей;
- иных целей.

Также КТМ РФ в числе прочих формализует понятия:
- маломерное судно — судно, длина которого не превышает 20 метров, а общее количество людей – 12 человек;
- прогулочное судно — судно, общее количество людей на котором не должно превышать 18 (в т. ч. пассажиров не более 12), используемое в некоммерческих целях и предназначенное для отдыха на воде;
- спортивное парусное судно — судно, построенное или переоборудованное для занятий спортом, использующее в качестве основной движущей силы силу ветра и эксплуатируемое в некоммерческих целях.

Надзор за пользованием маломерными судами в России осуществляет Государственная инспекция по маломерным судам МЧС России (ГИМС).

### Международные правила предупреждения столкновений судов в море
МППСС под судном подразумевают все виды плавучих средств, включая неводоизмещающие суда, экранопланы и гидросамолёты, используемые или могущие быть использованными в качестве средств передвижения по воде.

### Кодекс внутреннего водного транспорта РФ
Кодекс внутреннего водного транспорта РФ определяет судно как самоходное или несамоходное плавучее сооружение, используемое в целях судоходства, в том числе судно смешанного (река — море) плавания, паром, дноуглубительный и дноочистительный снаряды, плавучий кран и другие технические сооружения подобного рода.

## Общая классификация судов

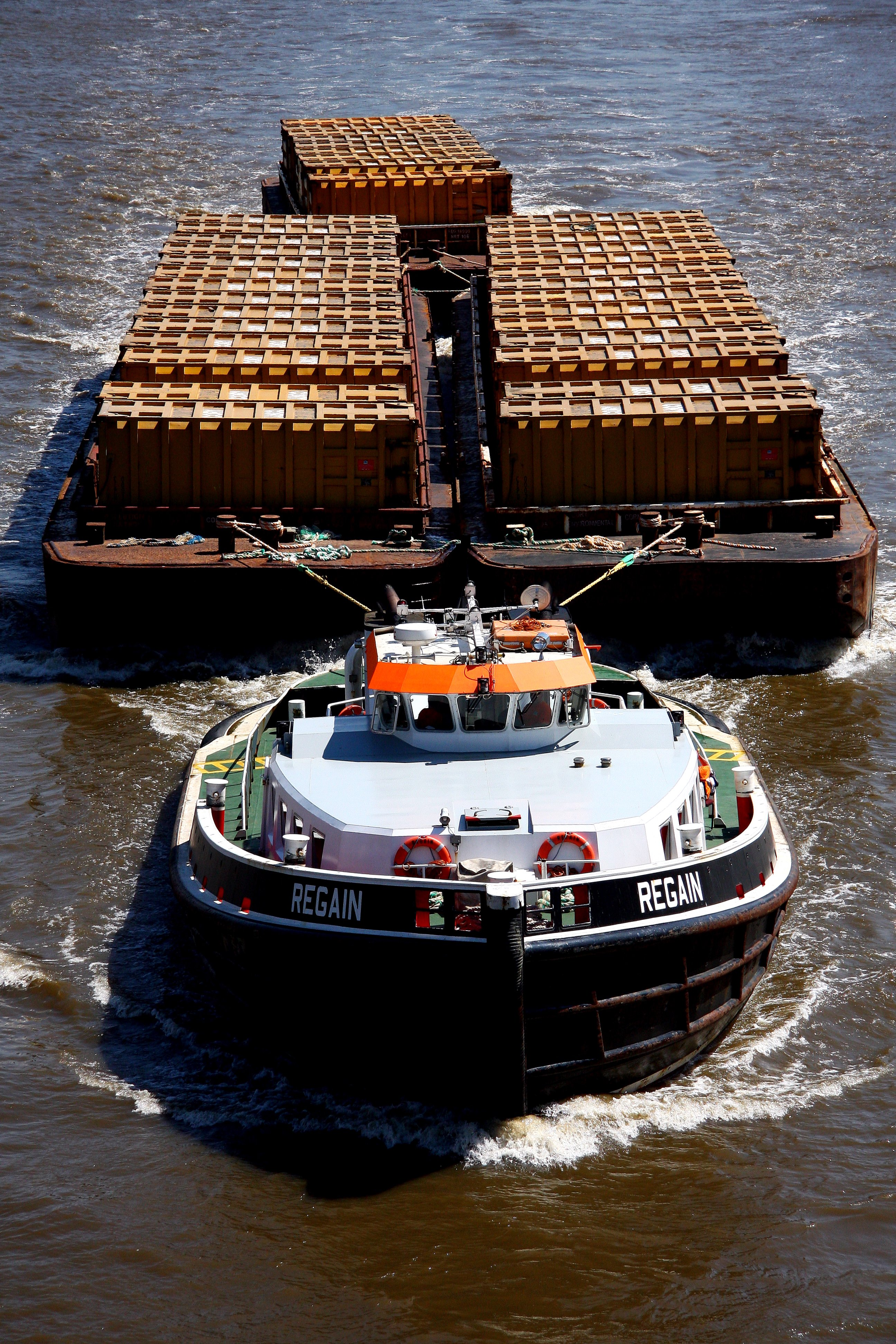
Буксир тянет несамоходную баржу
(два судна)

### По способу передвижения
Судно может быть:
- самоходным;
- несамоходным — буксируемым, сплавляемым, дрейфующим.

Суда, которым не требуется опора о твёрдую поверхность (дно, берег), называют свободноплавающими. В отличие от свободноплавающих, некоторым судам для движения требуется контакт с дном или берегом — плот, движимый шестом, канатный паром, коноводное судно, кабестан, туер, водоход Кулибина.

### По типу движителя
Движитель — устройство, преобразующее энергию двигателя или внешнего источника (в частности, ветра) в полезную тягу, обеспечивающую поступательное движение судна.
Движители в первую очередь делятся на:
- использующие внешнюю энергию, а именно энергию ветра (ветродвижители);
- использующие внутреннюю энергию — энергию двигателя или мускульной силы.

Существуют суда с комбинацией движителей — парусно-моторные, парусно-гребные и т. п.

#### Движители, использующие внешний источник энергии

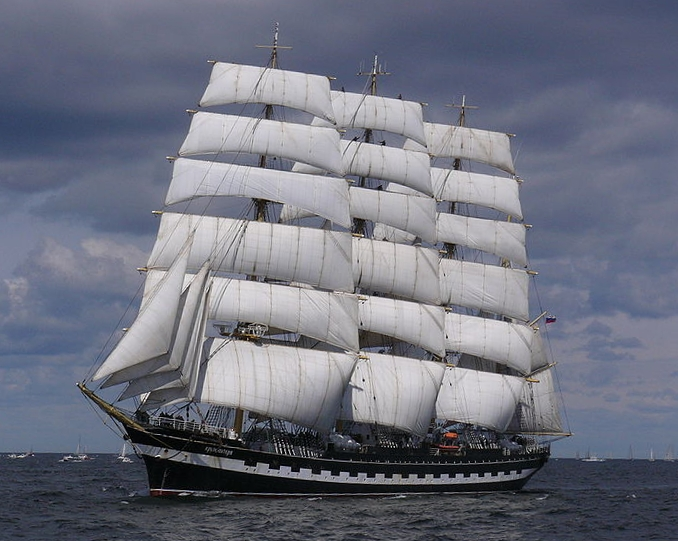
Барк «Крузенштерн» — современное парусное учебное судно

Источниками внешней энергии непосредственно для движителя судна могут являться ветер и течение воды Тяга движителя, использующего энергию ветра, создаётся за счёт аэродинамических сил, возникающих на его элементах. Ограниченное применение имеют подводные паруса, использующие энергию течения воды.
- Парус — наиболее распространённый древнейший ветродвижитель, используемый человеком не менее 6000 лет.[10] Представляет собой полотнище ткани, закреплённое на деталях рангоута, которое передаёт судну силу давления ветра, что обеспечивает его поступательное движение. Косые паруса, помимо силы давления ветра, используемой прямыми парусами, в качестве одной из составляющих используют и подъёмную силу ветра, аналогичную подъёмной силе крыла самолёта.

Кроме парусного движителя существуют менее распространённые экзотичные ветродвижители:
- Парус-крыло[англ.] — ветродвижитель, выполненный в виде жёсткого паруса, аналогичный по конструкции крылу планёра или самолёта. Наиболее часто применяется на буерах (судами не являются) и парусных катамаранах, развивающих высокие скорости, где работает на малых углах атаки и при больших числах Рейнольдса. Устанавливались жёсткие паруса (паруса-крылья) и на большие коммерческие трансокеанские теплоходы с целью экономии топлива.[11]
- Роторный движитель[нем.], ротор Флеттнера (не путать с лопастным роторным движителем) — ветродвижитель активного типа: большой высокий цилиндр (ротор), установленный вертикально на палубе судна, который при вращении использует энергию ветра благодаря эффекту Магнуса. Получаемая в силу этого эффекта энергия ветра приблизительно в 50 раз больше энергии, затрачиваемой на вращение ротора. Первое судно с таким движителем — «Букау» (англ. «Buckau») — было построено немецким авиаинженером Антоном Флеттнером в 1924 году. Суда с таким ветродвижителем называют ротороходами[англ.][12].
- Турбопарус, турбопарус Кусто — ветродвижитель, разработанный в 1980-х годах французским океанологом Жаком-Ивом Кусто. Представляет собой аэродинамический профиль — вертикально расположенный полый цилиндр с эллипсовидным поперечным сечением с регулируемым поперечным слоем. Задняя часть обшивки перфорирована по всей высоте, причём отверстия перекрываются подвижными заслонками в зависимости от галса. Подъёмная сила турбопаруса зависит от угла атаки и расхода воздуха через перфорацию. Турбопарус успешно применялся на судне Кусто «Алсион». Планировался к применению на «Калипсо II», но не был построен[13].
- Кайт (англ. kite — воздушный змей, иногда также англ. sky sail — «летающий парус», «парящий парус», «воздушный парус», дословно «небесный парус») — конструкция, сделанная по аналогии параплана, предназначенная для буксировки человека, например, на специальном сёрфе или других, более сложных, конструкций, не только по воде. Водные кайты используются для буксировки человека на сёрфе (кайтсёрфинг, кайбординг, кайтинг) или для буксировки более сложных конструкций, включая трансокеанские коммерческие суда (например см. «Beluga Skysail»[англ.]).

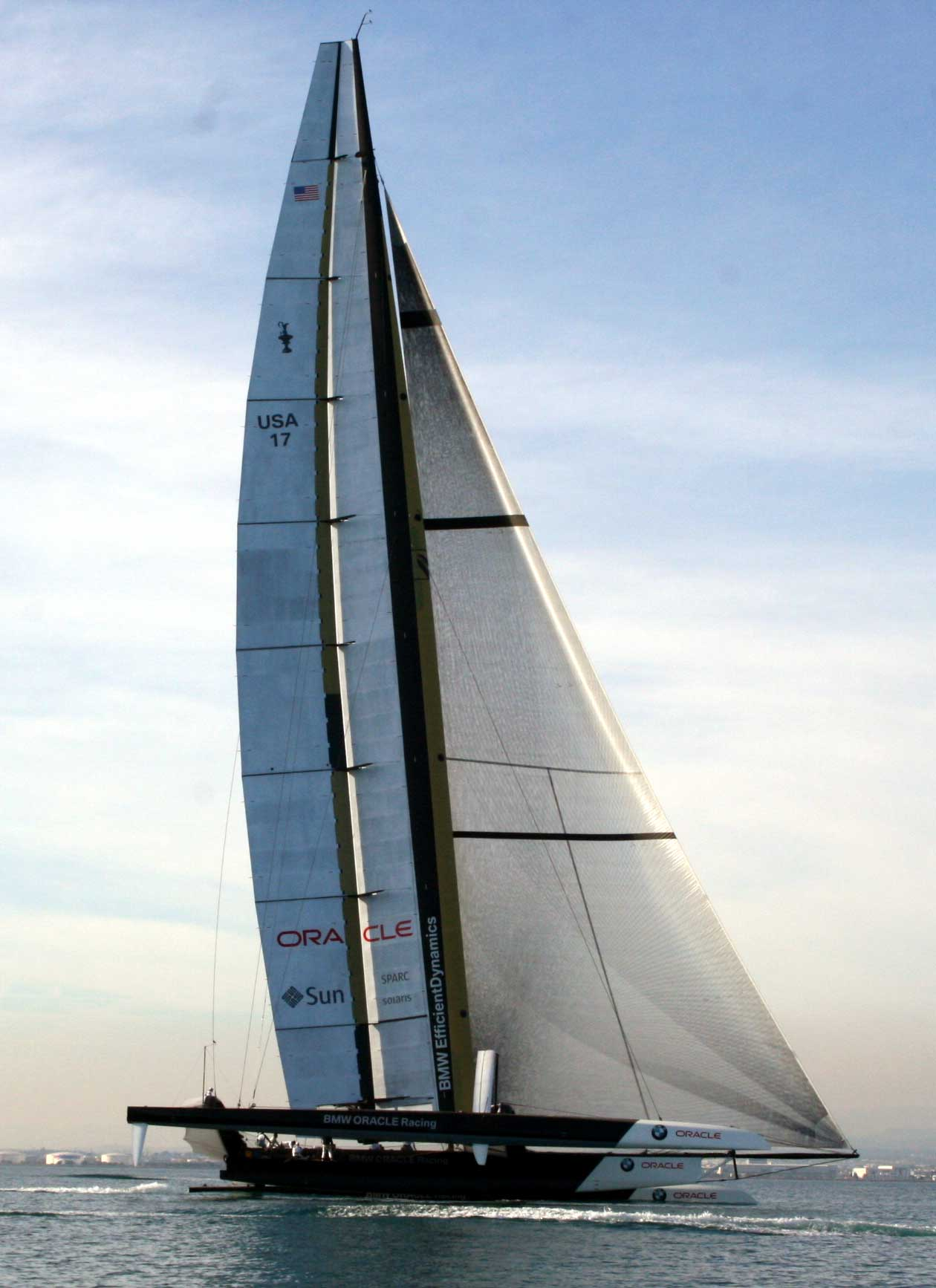
Гоночный тримаран «USA-17» с жёстким парусом-крылом.
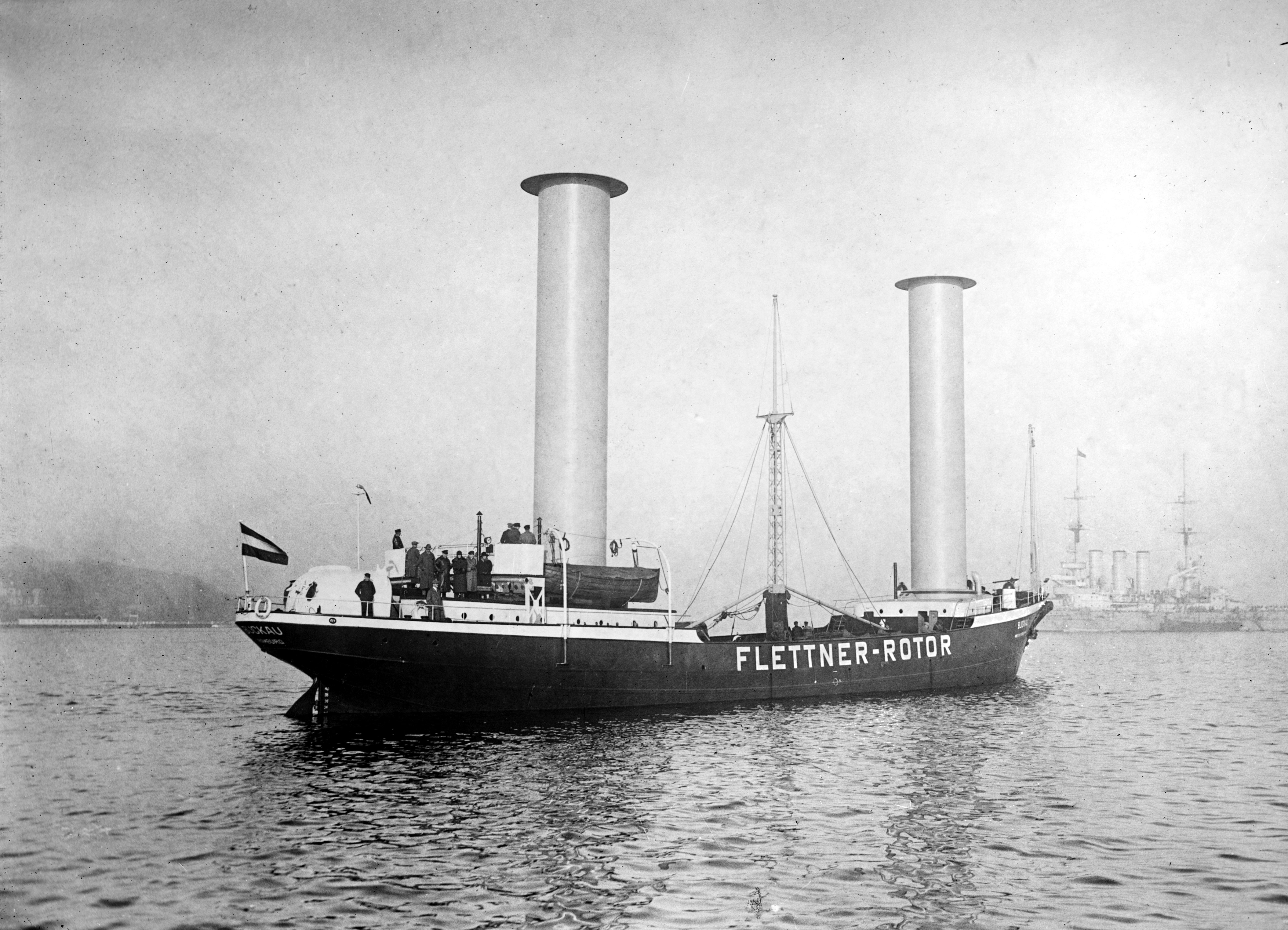
«Букау» — роторное судно Флетнера
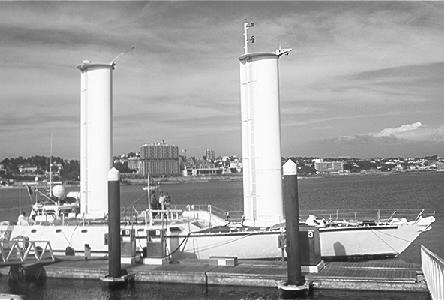
«Алсион» — судно Кусто, вооруженное турбопарусами
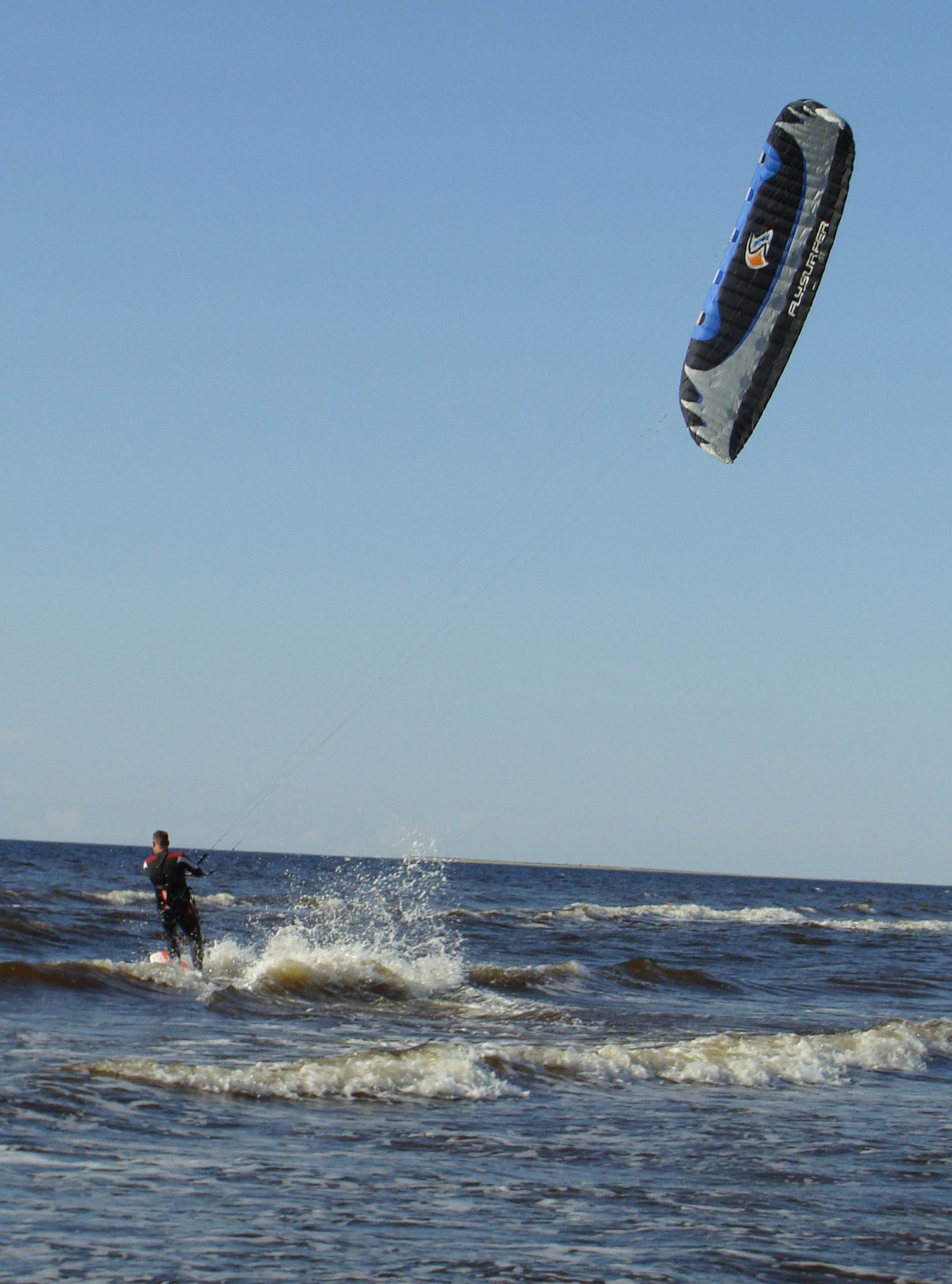
Кайтсёрфинг

Ветродвигатели, принимающие энергию ветра с помощью ветроколеса и передающие её путём механической или иной передачи на гребные винты, движителями не являются.

###### См.также

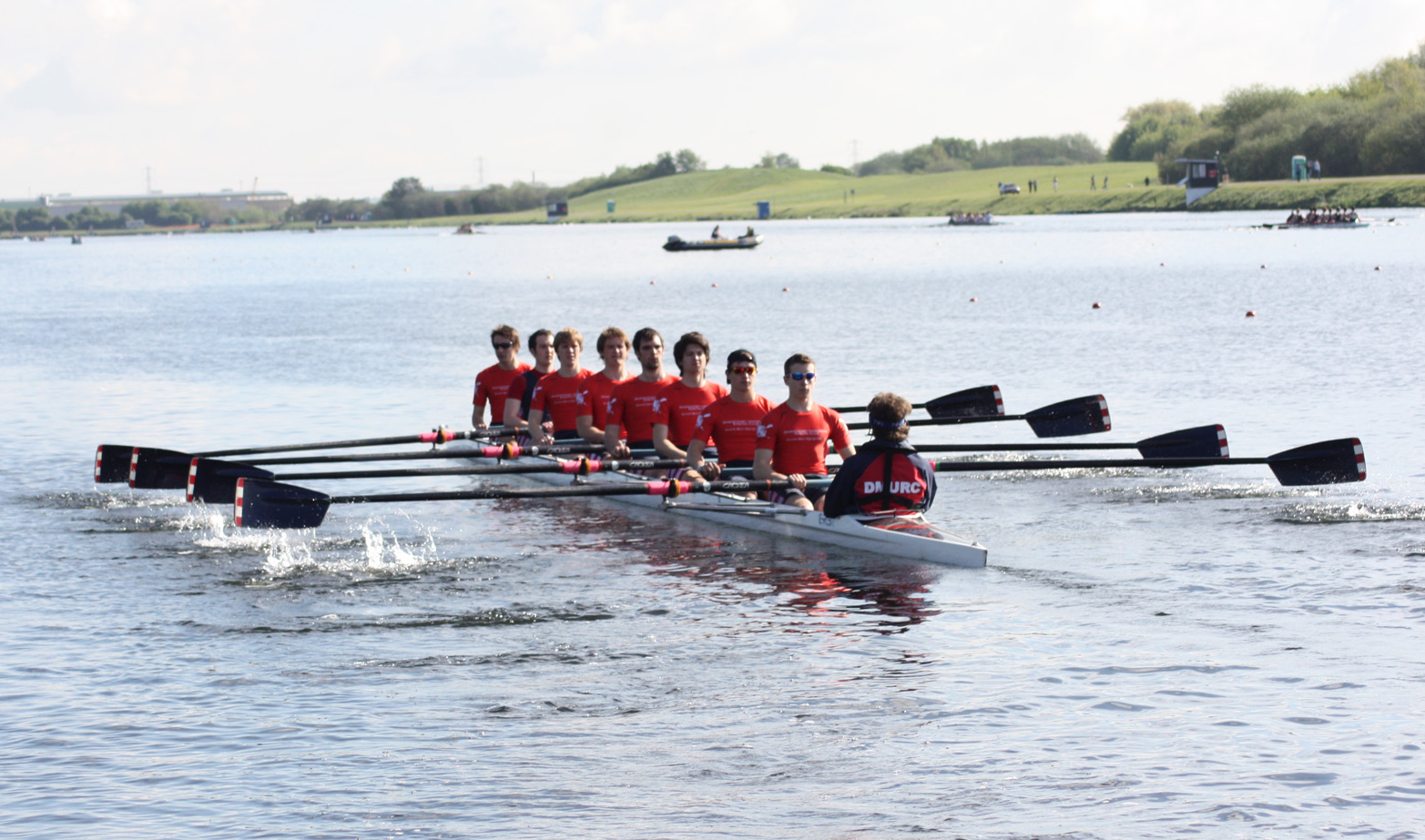
судно с внутренним источником мускульной энергии

- Парусное судно
- Парусное вооружение

#### Движители, использующие внутренний источник энергии
Тяга движителя, использующего внутреннюю энергию, создаётся за счёт реактивных сил, возникающих при отбрасывании рабочей среды (вода, воздух, водовоздушная смесь, реактивная струя) в сторону, противоположную поступательному движению судна.
По характеру рабочей среды разделяются на:
- гидравлические (вода);
- воздушные (воздух);
- газоводомётные (водовоздушная смесь).

Гидравлические, в свою очередь, подразделяются на:
- лопастные;
- нелопастные.

Лопастной движитель — движитель, имеющий подвижные относительно корпуса судна детали, принимающие реакцию отбрасываемых масс воды — лопасть весла, плицы гребного колеса, лопасти гребного винта, крыльчатого или роторного движителя. Древнейшим лопастным движителем является весло, самым распространённым современным – лопастной движитель (гребной винт).

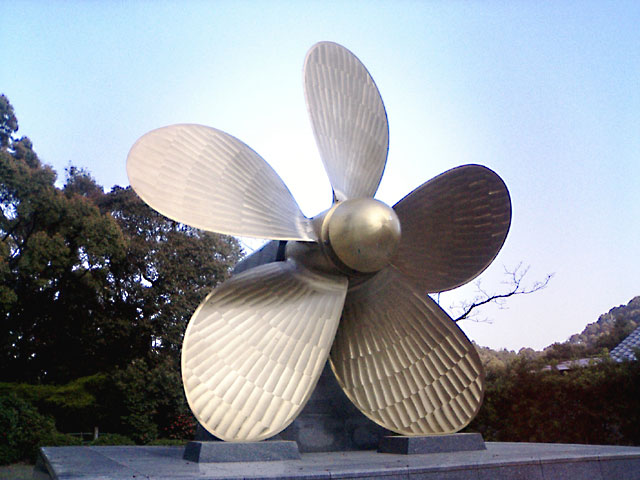
Гребной винт
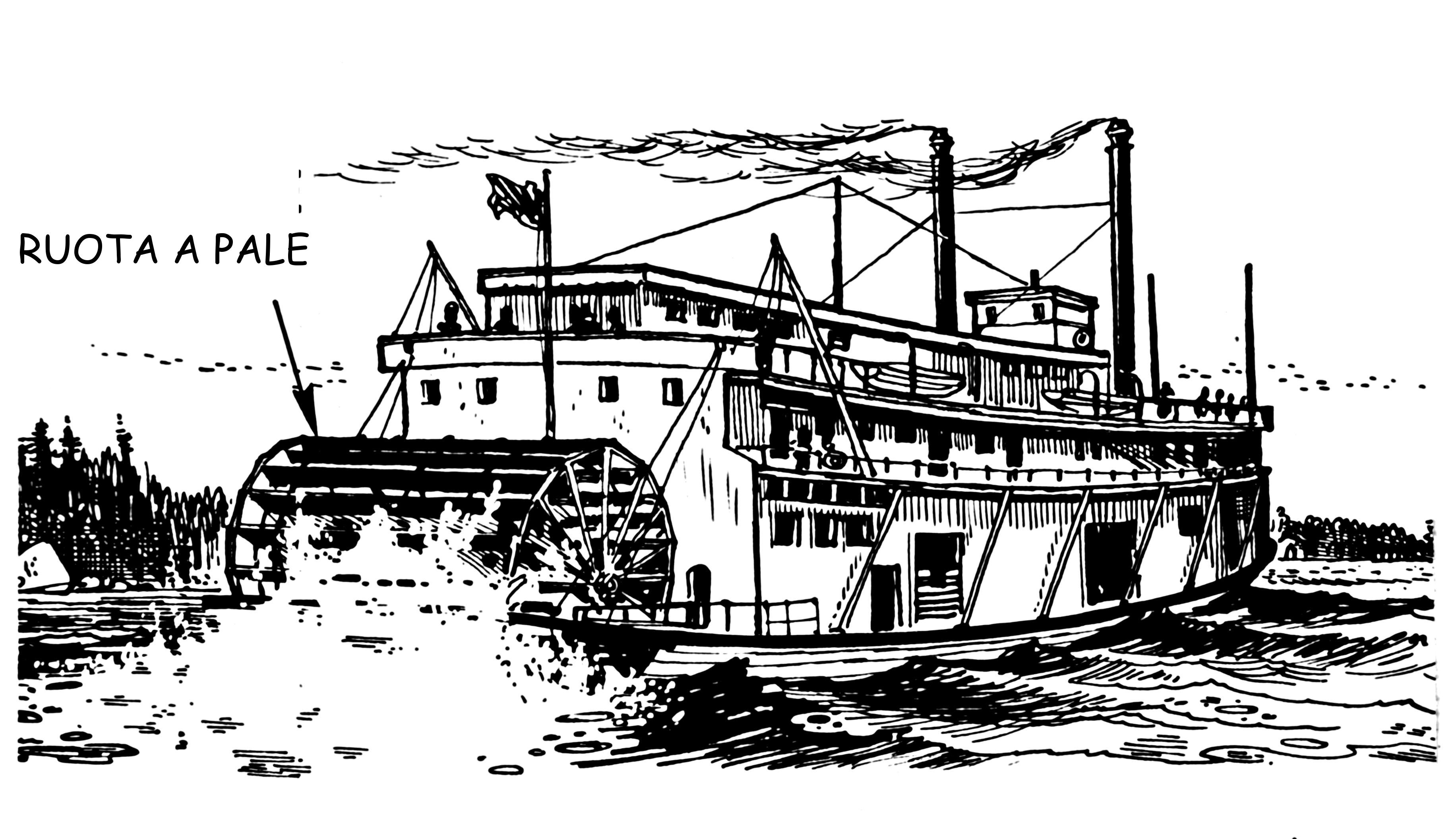
Пароход с кормовым гребным колесом
Судовой крыльчатый движитель

### Суда, использующие 2 типа движителя
Делятся на:
- Парусно-гребные
- Парусно-колесные   Пример: ранние пароходы (кроме речных)
- Парусно-винтовые   Пример: ранние винтовые пароходы и парусно-моторные яхты

### По положению относительно поверхности воды
Суда делятся на:
- водоизмещающие;
- с динамическими принципами поддержания.

Суда с динамическими принципами поддержания (СДПП) — суда, вес которых при определённой скорости уравновешивается гидродинамическими и/или аэродинамическими силами. К СДПП относятся:
- глиссеры;
- суда на подводных крыльях (СПК);
- суда на воздушной подушке (СВП);
- экранопланы (суда на динамической воздушной подушке);
- суда на воздушной каверне.

Для СДПП характерна высокая скорость передвижения.

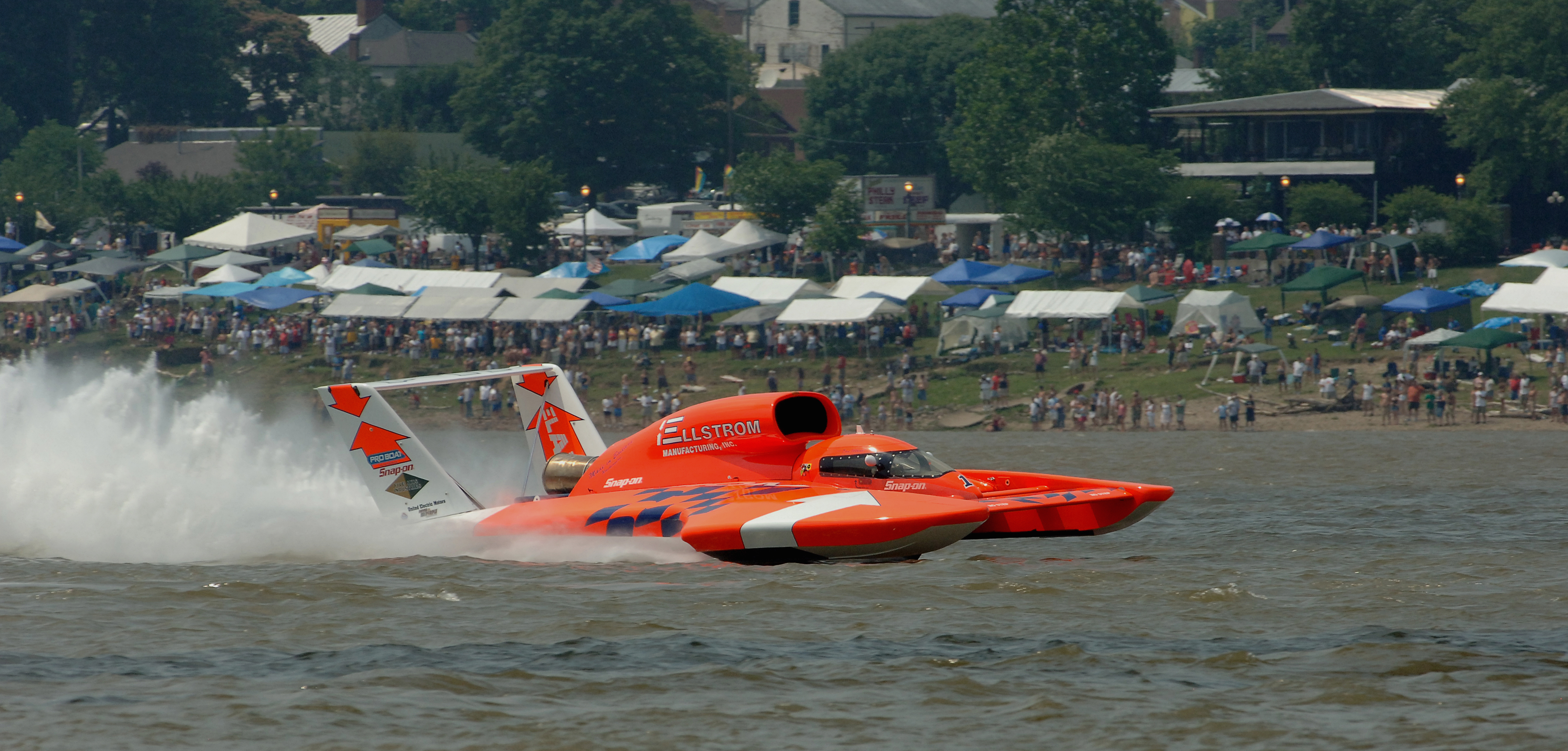
Гоночный катер в режиме глиссирования
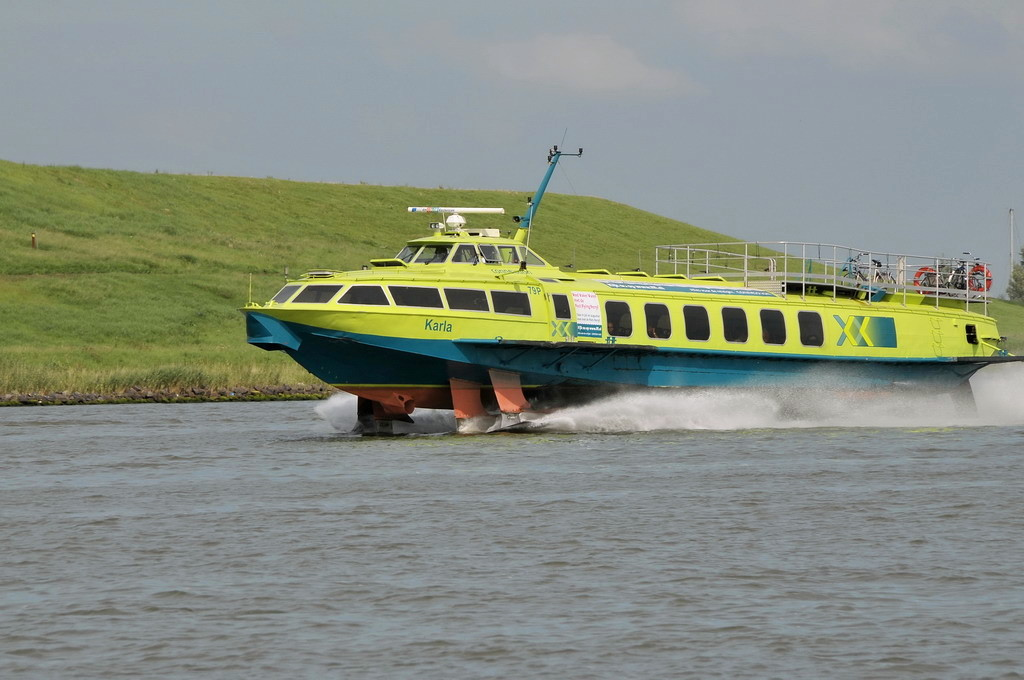
Судно на подводных крыльях
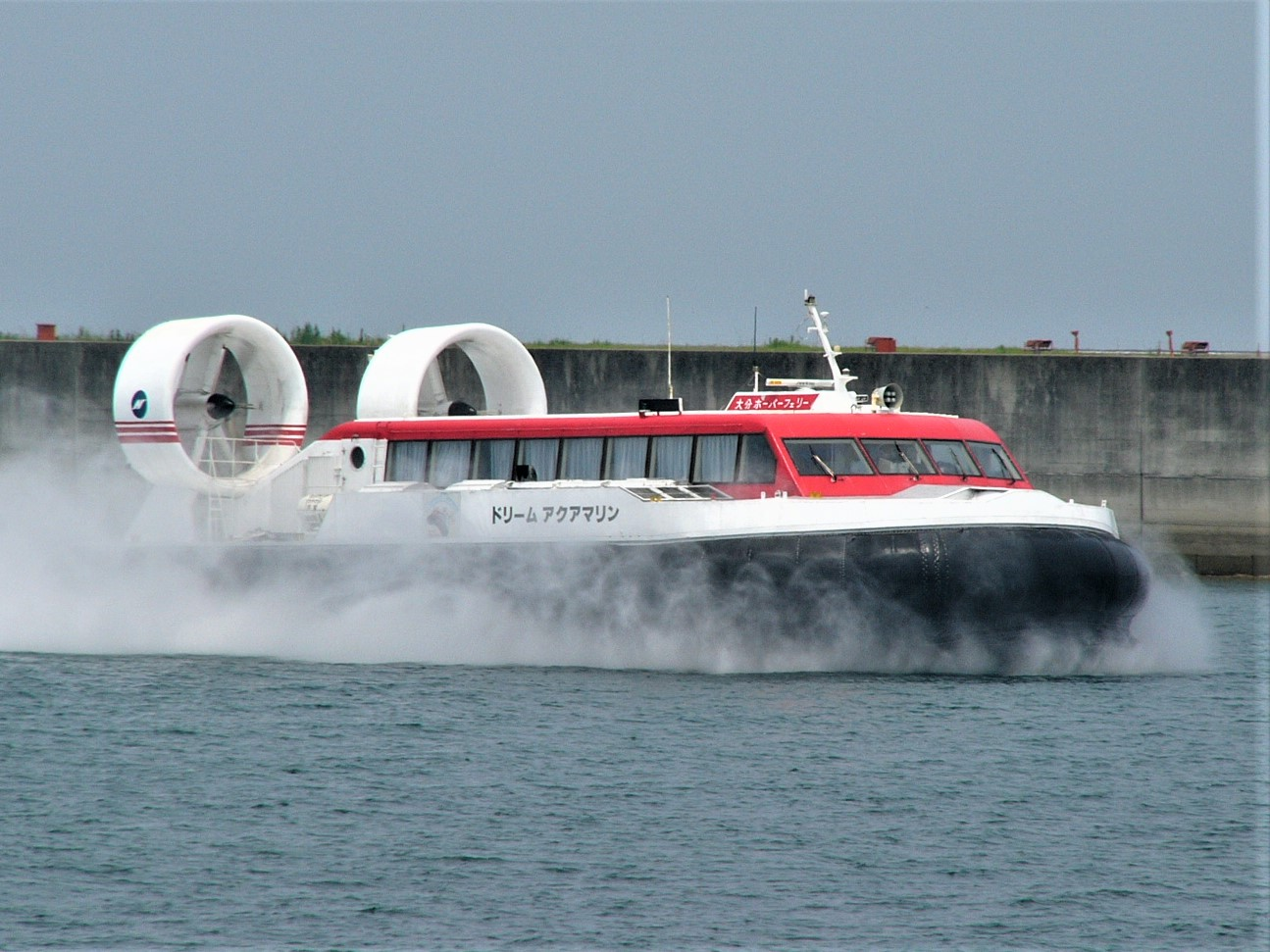
Судно на воздушной подушке
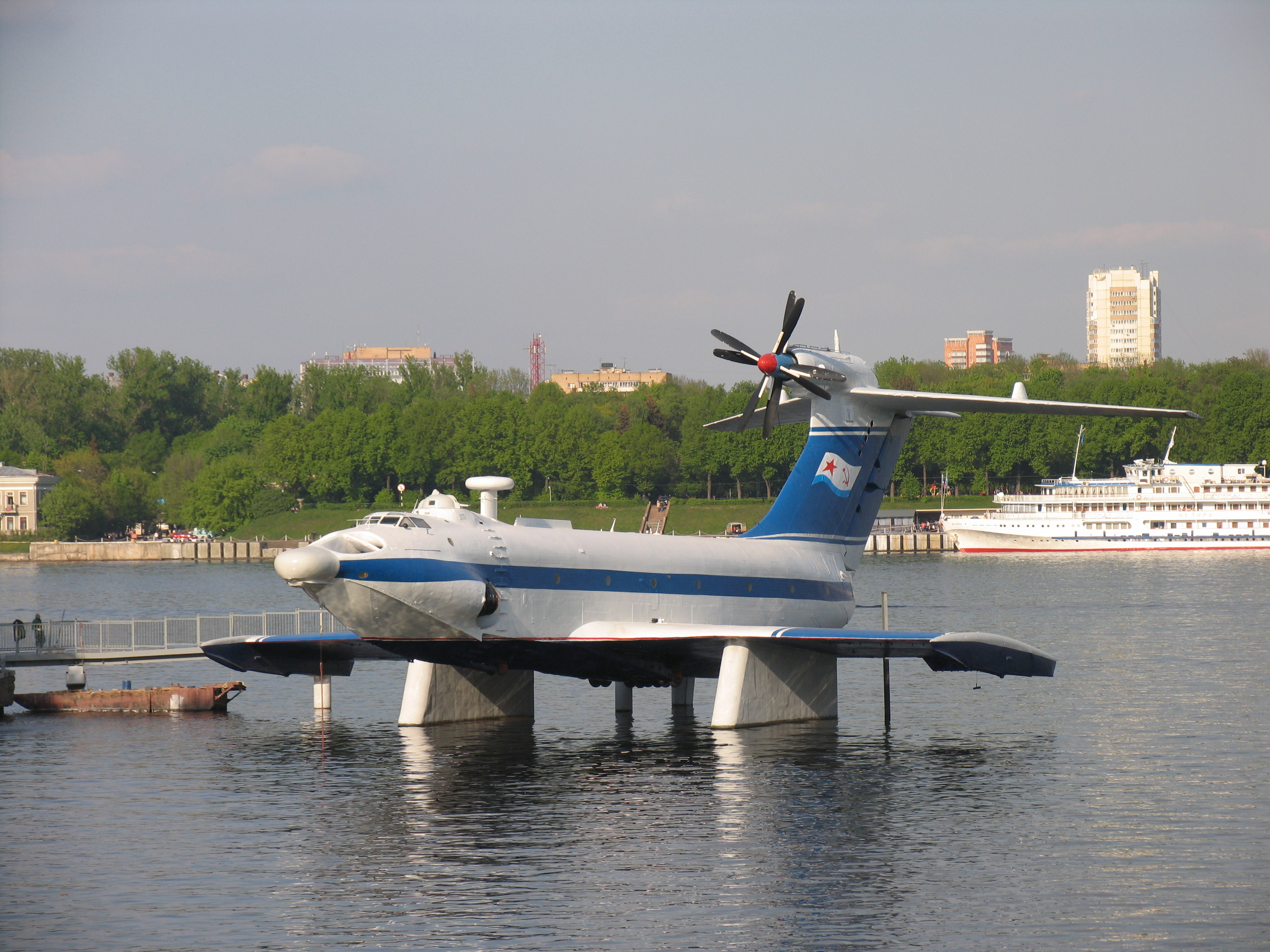
Экраноплан

Водоизмещающие суда — суда, вес которых уравновешивается силой плавучести (см. Закон Архимеда). Большинство судов является водоизмещающими, потому что они экономичнее СДПП.
Водоизмещающие суда разделяются на:
- надводные;
- подводные.

Как отдельные типы также могут выделять:
- ныряющее судно — например, боевые катера КНДР,[16] проекты 1231 и SMX-25, проекты транспортных и промышленно-хозяйственных судов[17], ныряющие катера для развлечений[18]; нередко этот термин используют в отношении подводных лодок начального периода развития[19];
- полупогруженное судно — например, проекты «полуподводных» (полупогруже́нных) танкеров[20], проект 1231, некоторые из так называемых «нарко-субмарин» (в западной терминологии SPSS — self-propelled semi-submersible — самоходные полупогруженные (или полуподводные);
- полупогружное судно — транспортные[21] или ППБУ — полупогружны́е плавучие буровые установки[22];
- судно с малой площадью ватерлинии (его так же могут назвать полупогру́женным судном, подповерхностным судном).

Подводные суда — суда, способные совершать плавание и перевозить грузы и людей не только в надводном, но и в подводном положении. В общем случае подводные лодки тоже являются подводными судами, хотя часто подводные суда отделяют от подводных лодок, считая, что последние имеют исключительно военное назначение, а первые предназначены для мирных целей — таких как перевозка людей и грузов в подводном положении (например, подо льдом).

### По району плавания
Суда разделяют на:
- Неограниченного плавания
- Ограниченного плавания
- Прибрежного плавания
- Речные и озерные
- Морские (океанские)
- Внутреннего плавания
- Смешанного плавания

### По типу энергетической установки
- Пароход — самоходное судно, на котором в качестве главного двигателя используется поршневая паровая машина. Иногда пароходом могут назвать судно с паровой турбиной, хотя правильнее использовать термин турбоход или, более точно, паротурбоход. В настоящее время пароходы (суда с поршневой паровой машиной) не строятся[25], хотя некоторые ещё находятся в эксплуатации. В качестве энергоносителя в паровых машинах пароходов первоначально использовался уголь, позже нефтепродукты (мазут).
- Теплоход — самоходное судно, на котором в качестве главного двигателя используется двигатель внутреннего сгорания (ДВС) (обычно дизельный) или газовая турбина. В последнем случае судно правильнее называть газотурбоход.[26]. Разновидностью теплохода является дизель-электроход. К теплоходам также относят суда с паротурбинной или газотурбинной энергетической установкой.

Первым в мире теплоходом, а точнее дизель-электроходом, был танкер «Вандал», разработанный инженерами компании Нобелей и построенный в 1903 году на Сормовском заводе в Нижнем Новгороде для эксплуатации на Каспийском море.
- Турбоход — самоходное судно, которое приводится в движение паровой (паротурбоход) или газовой (газотурбоход) турбиной.[27] Первый эксперимент по использованию паровой турбины в качестве двигателя судна состоялся в 1894 году — английский инженер Чарлз Парсонс построил небольшое (водоизмещением 44,5 тонны) быстроходное судно «Турбиния», которое показало превосходные результаты и было самым быстроходным (34,5 узла) судном своего времени. «Турбиния» была оснащена паровой турбиной, которая получила название турбина Парсонса (напорноструйная гидротурбина), и широко применялась на различных судах, вплоть до самых крупных — линкоров и трансатлантических лайнеров. Для соединения быстроходных турбин с гребными винтами, требующими небольшой (от 100 до 500 об/мин) частоты вращения, применяют зубчатые редукторы, поэтому такие судовые энергетические установки получили название — турбозубчатый агрегат — ТЗА или ГТЗА (главный турбозубчатый агрегат). Паротурбинные энергетические установки широко применялись в XX веке, в том числе на самых больших кораблях, активно применяются и сейчас, например, в качестве СЭУ тяжёлого авианесущего крейсера «Адмирал флота Советского Союза Кузнецов».

Газотурбинные двигатели (ГТД или ГТА — газотурбинный агрегат) разрабатывались с XIX века, однако в качестве судовой энергетической установки стали использоваться уже после того, как нашли применение в авиации, — с 50-х годов XX века. Это связано с тем, что выигрыш в весе, который обеспечивали ГТД, в судостроении (в отличие от авиации) не имел решающего значения на фоне высокой стоимости самого ГТД, его монтажа и эксплуатации. С середины XX века ГТД (ГТА) стали применяться на военных быстроходных кораблях, а также на некоторых гражданских транспортных судах. ГТД применялись и применяются в качестве СЭУ некоторых судов на подводных крыльях («Буревестник» (авиационный ГТД, разработанный для самолёта Ил-18), «Циклон», хотя массовые советские СПК («Комета», «Ракета», «Метеор», «Восход», «Полесье» и др.) были теплоходами — приводились в движение быстроходными (высокооборотными) дизельными двигателями), и судов на воздушной подушке (СВП).
- Атомоход (атомное судно) — самоходное судно с атомной (ядерной) энергетической установкой (АЭУ или ЯЭУ), то есть такой энергетической установкой, где главным источником энергии выступает ядерное топливо. В качестве главного двигателя атомохода используется паровая или газовая турбина, а рабочее тело (водяной пар или газы и жидкие металлы в некоторых ЯГГУ) генерируется в ядерной паропроизводящей (ЯППУ) или ядерной газогенераторной установке (ЯГГУ).[29][30] В общей схеме, судовая энергетическая установка (СЭУ) атомохода отличается от СЭУ парохода или теплохода (точнее паротурбохода и газотурбохода) только тем, что вода в котлах (для АЭУ — в парогенераторе) нагревается не энергией горения мазута или угля, а энергией управляемой самоподдерживающейся цепной реакции деления ядер.

Преимущества АЭУ: очень высокий уровень автономности, то есть дальности плавания и времени боевого дежурства; высокая мощность, следовательно и высокая скорость хода, а также возможность поддерживать близкую к максимальной скорость хода длительное время. Одним из важнейших преимуществ АЭУ является то, что для их работы не требуется кислород или другие окислители и отсутствуют отходящие газы (продукты сгорания топлива), то есть АЭУ может длительное время (месяцы и годы) работать без связи с атмосферой, что делает эти энергетические установки незаменимыми для подводных лодок.
Первое судно с АЭУ — атомная подводная лодка (АПЛ) «Наутилус» — была спущена на воду и вступила в строй в 1954 году. В 1958 вступила в строй (спущена на воду в 1957 году) первая советская (третья в мире) АПЛ К-3 «Ленинский комсомол». В 1957 году был спущен на воду, а в 1959 году был запущен реактор и началась эксплуатация первого в мире надводного судна с АЭУ, а также первого в мире гражданского атомного судна, — ледокола «Ленин». Первый грузовой, а также единственный грузопассажирский атомоход — «Саванна» (США) — вступил в строй в 1964 году (спущен на воду в 1959) и эксплуатировался до 1972 года, когда был списан из-за нерентабельности.
Атомные энергетические установки имеют применение в основном в военном флоте, особенно, ввиду уникальной автономности без необходимости контакта с атмосферой (не требуется окислитель и выброс отработанных продуктов сгорания) — в качестве энергетических установок подводных лодок (АПЛ). На начало 2014 года в составе ВМФ России насчитывалось 50 атомных подводных лодок и 3 атомных ракетных крейсера; в составе ВМС США находятся 72 АПЛ и 10 атомных авианосцев; помимо России и США атомными кораблями (подводными лодками) обладают Великобритания, Франция, Китай, заканчивает работы по вводу в эксплуатацию АПЛ Индия.
В качестве СЭУ гражданских судов атомные энергетические установки имели очень ограниченное применение из-за высоких, по сравнению с традиционными СЭУ, эксплуатационных расходов и высоких требований безопасности на разных уровнях (ограничение по заходу в порты, запрет прохода через Суэцкий канал и т. п.). Гражданские атомные суда были построены в России, США, Германии и Японии — «Саванна» (США, 1964—1972), рудовоз (торговое и исследовательское судно) «Отто Ган» (ФРГ, 1968—1979 с АЭУ, далее, до 2009 без АЭУ), сухогруз «Муцу» (Япония, коммерческой эксплуатации не было, списан в 1995), помимо этих трёх транспортных судов, в России эксплуатировались, а некоторые эксплуатируются и до сих пор, 9 атомных ледоколов и 1 атомное ледокольно-транспортное судно (лихтеровоз).
На сегодняшний день (2015 год), только Россия эксплуатирует гражданские атомные суда. В состав Атомфлота, базирующегося в Мурманске, входят 4 атомных ледокола — «Таймыр», «Вайгач», «Ямал», «50 лет Победы».

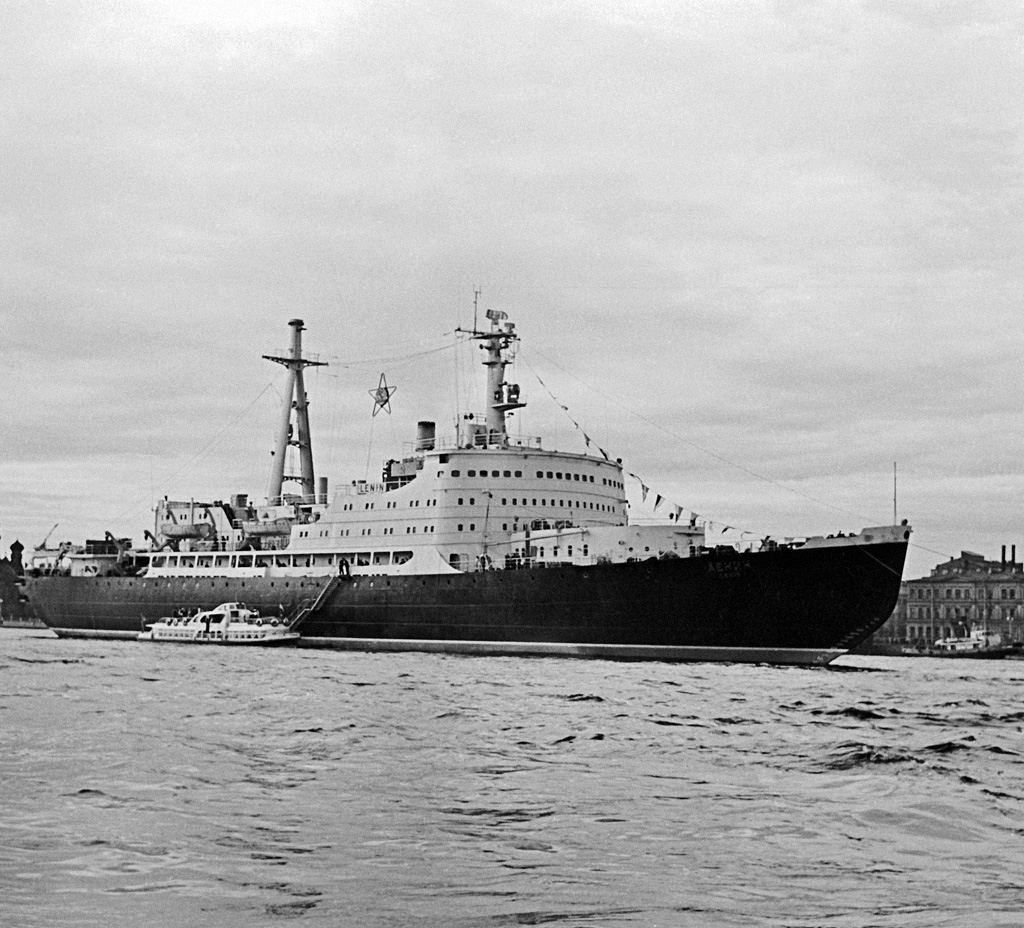
Атомный ледокол «Ленин» (СССР, 1959)
Грузопассажирский атомоход «Саванна» (США, 1964)
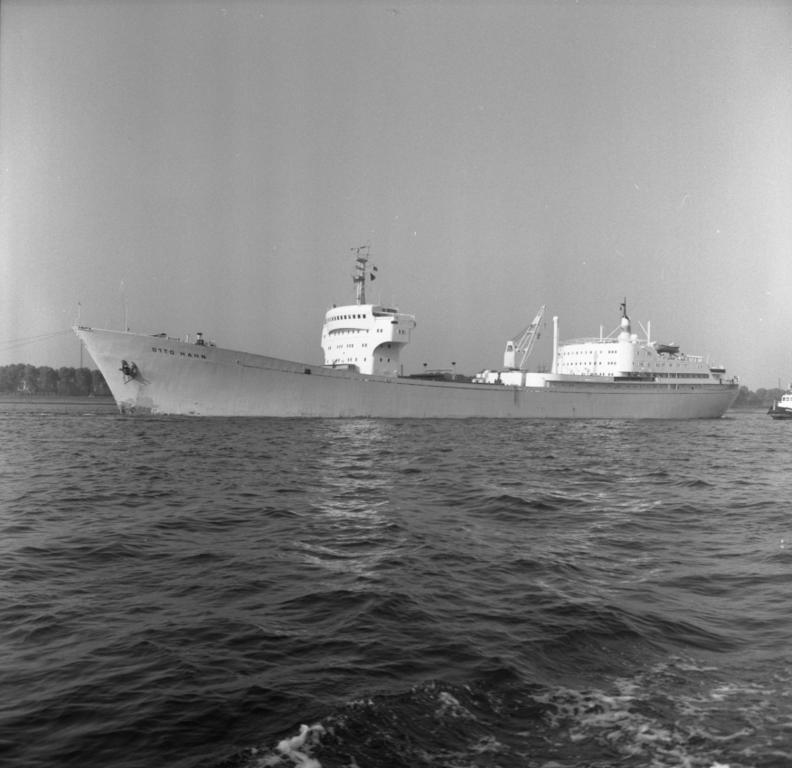
Рудовоз «Отто Ган» (ФРГ, 1968)
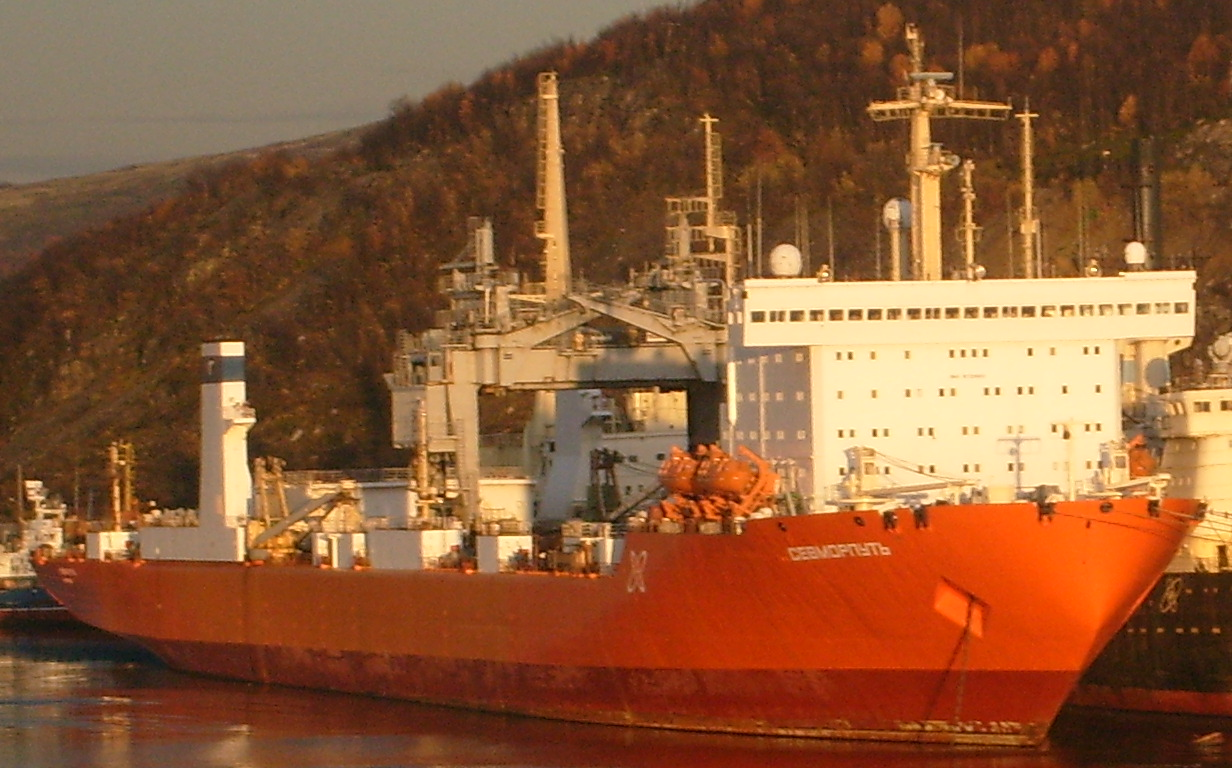
Атомный лихтеровоз «Севморпуть» (СССР-Россия, 1988)
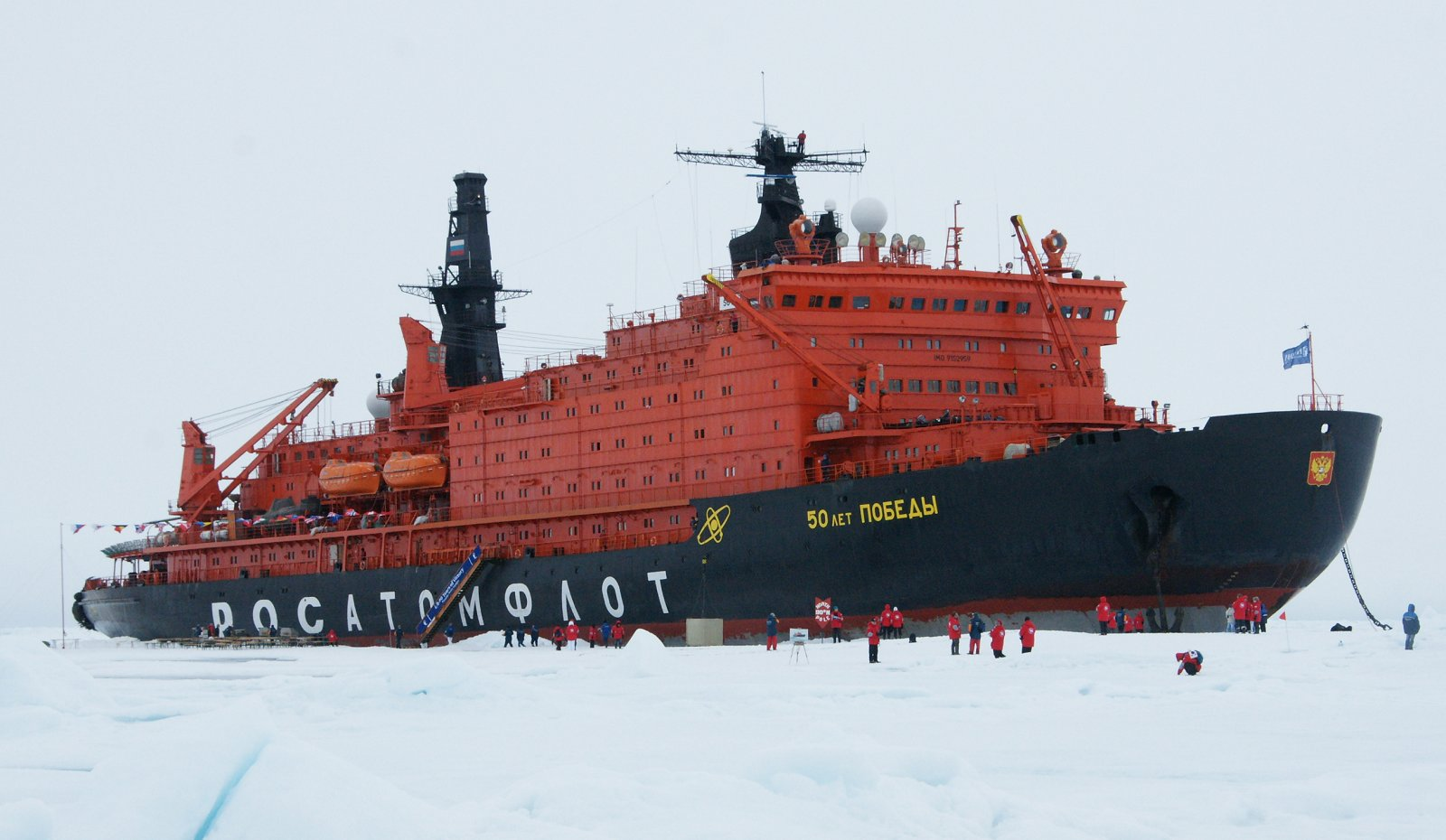
Атомный ледокол «50 лет Победы» (Россия, 2007)

- Электроход — самоходное судно, использующие электродвижение — движение, при котором вращение гребного винта, или иного движителя, осуществляется с помощью электродвигателей.[31] Первый электроход совершил плавание в 1838 году по Неве. Судно было сконструировано Якоби, электродвигатель питался от гальванической батареи.

Система электродвижения (СЭД) применяется на судах, которые должны обладать высокой манёвренностью — буксирах, паромах, ледоколах (в том числе атомных), земснарядах и т. п. Особенно актуально СЭД для дизельных (точнее, дизель-электрических) подводных лодок при движении под водой — когда отсутствует контакт с атмосферой, необходимый для работы ДВС.
Электродвижение судна осуществляется, как правило, с помощью других энергетических установок — дизельный ДВС, паровая турбина, атомный реактор или другой тип двигателя передаёт энергию электрогенератору, который питает электродвигатель, вращающий гребные винты. Такие типы судов — паротурбоэлектроход или турбоэлектроход, дизель-электроход и т. д. — широко распространены как среди гражданских судов, так и среди военных кораблей, включая самые крупные. Для дизель-электрических подводных лодок в этот цикл включены аккумуляторы — во время надводного движения дизельный двигатель заряжает аккумуляторы, которые используются для питания электродвигателей при движении в подводном положении.
Существуют также электроходы, которые не имеют других двигателей, кроме электрического, то есть не имеют электрогенератора (малые и экспериментальные суда). Питание электродвигателя осуществляется от аккумуляторов, солнечных батарей, топливных элементов или от внешней линии электропитания (наподобие троллейбуса). См. также:
- Парусно-паровые суда

## Классификация по областям применения
В целом суда можно разделить на две большие группы:
- Военные,
- Гражданские.

Отдельно можно упомянуть суда «двойного назначения» — гражданские суда, разработанные с учётом возможности использования в военных целях при необходимости, но в общем случае (то есть в мирное время) они имеют статус гражданских судов, например, турбоходы (сухогрузы) типа «Ленинский Комсомол». Военные и гражданские суда классифицируются разными документами и подчиняются требованиям разных законодательных документов.

### Классификация по областям применения гражданских судов
Единой стандартизованной классификации гражданских судов не существует, но принято их делить на следующие основные группы:
- транспортные (грузовые, пассажирские, грузопассажирские),
- промысловые (рыболовные[прим. 2]),
- технические (суда технического флота),
- служебно-вспомогательные суда (или служебные и вспомогательные),
- спортивные,
- маломерные и прогулочные.

Суда, совершающие международные рейсы, должны соответствовать стандартам конвенции СОЛАС-74 (международной конвенции по охране человеческой жизни на море), где определён статус пассажирского, грузового и рыболовного судна:
- Пассажирское судно — судно, перевозящее более 12 пассажиров, то есть лиц старше одного года, не являющихся членами экипажа и не выполняющих никаких обязанностей, связанных с деятельностью судна. Примерами пассажирских судов являются круизные суда и лайнеры.
- Грузовое судно — дословно «любое судно, не являющееся пассажирским», но с учётом всех оговорок и сферы действия Конвенции — самоходное, имеющее валовую вместимость более 500 регистровых тонн, не являющееся военным кораблём или военным транспортом, не являющееся исключительно рыболовным, не являющееся прогулочной яхтой, не занимающейся коммерческой деятельностью.

Грузовые суда разделяются на сухогрузы и танкеры. К сухогрузам относятся такие типы судов, как контейнеровозы, лихтеровозы, балкеры, ролкеры, включая автомобилевозы, рефрижераторные и различные специализированные суда — лесовозы, цементовозы и т. п. Среди танкеров также можно выделить специализированные — газовозы, виновозы и т. п., но все их объединяет перевозка груза в цистернах (танках). Существуют и суда смешанного типа или универсальные, которые могут одновременно или попеременно перевозить как наливные, так и насыпные или штучные сухие грузы.
- Грузопассажирское судно — грузовое судно, имеющее места для 12 и более пассажиров или пассажирское судно, имеющее трюмы для коммерческих грузов.[33]. Примером грузопассажирского судна является паром.
- Рыболовное судно (или промысловое судно) — судно, используемое для промысла рыбы, китов, тюленей, моржей или иных живых ресурсов моря.

Если судно помимо возможностей для промысла имеет возможность для транспортировки грузов, например, в рефрижераторных помещениях, то оно будет относиться не к классу рыболовных, а к классу грузовых судов.
К рыболовным (промысловым) судам относятся траулеры, сейнеры, дрифтеры, ярусоловы, китобойные и другие специализированные — краболовные, кальмароловные, креветколовные и т. п. — суда.
- Суда технического флота — суда, предназначенные для технического обслуживания других судов, портового хозяйства и водных путей, а также для промышленно-хозяйственных целей — обеспечения подводной добычи ископаемых и т. п. К таковым относят:[34]

1) суда, предназначенные для технического обслуживания судов, портового хозяйства и водных путей:
крановые суда, плавучие краны, килекторы,
плавучие доки,
дноуглубительные суда или земснаряды — землесосные снаряды и землечерпалки,
грунтоотвозные шаланды,
суда для очистки акватории,
и прочие,
2) промышленно-хозяйственные суда:
- промышленно-добывающие суда: рудодобывающие, драги, соледобывающие снаряды, нефтепромышленные, в том числе плавучие буровые установки (погружные, полупогружные, самоподъёмные), буровые суда и др. добывающие суда,
- земснаряды,
- лесопромышленные суда: сплоточные, лесосплавные и др.,
- трубоукладчики и трубозаглубительные суда,
- кабельные,
- энергоснабжающие суда: плавучие электростанции, в том числе атомные, компрессорные суда, трансформаторные суда,
- суда для очистки акваторий: нефтемусоросборщики и др,
- мотозавозни,
- и прочие.

- Служебно-вспомогательные суда — гражданские суда для материально-технического обеспечения флота и служб, организующих их эксплуатацию, могут обеспечивать потребности других судов и выполнять самостоятельные работы. К таким судам относятся:[35]

ледоколы,
буксирные суда,
спасательные,
пожарные,
водолазные,
суда обеспечения подводно-технических работ,
патрульные,
лоцманские и лоцмейстерские суда
обстановочные,
бункеровщики,
плавучие перегружатели, плавучие маяки,
научно-исследовательские суда (НИС),
учебные,
медицинско-санитарные,
и прочие.
- Прогулочные суда - суда для отдыха. К таким судам относятся яхты
- Маломерные суда - суда, длина которых не превышает 20 метров и общее количество людей на которых не  превышает двенадцать.  К маломерным судам относятся:
  - Лодки
    - надувные,
    - моторные,
    - гребные и парусные,
    - байдарки

  - Гидроциклы
  - Катера
  - Катамараны
  - Нэрроуботы

### Классификация военных кораблей
Основные статьи:
- Корабль
- Ранг корабля
- Ранг в парусном военно-морском флоте
- Классификация кораблей
- Классификация кораблей по номеру вымпела
- Классификации кораблей ВМФ России
- Классификации кораблей ВМФ СССР
- Классификации кораблей Российского императорского флота
- Классификации кораблей ВМС США

Корабли и суда Военно-Морского Флота Российской Федерации в зависимости от их основного предназначения и оружия подразделяются на классы, а классы, исходя из специализации, водоизмещения, типа энергетической установки и принципов движения — на подклассы. В зависимости от тактико-технических элементов и предназначения, а также для определения старшинства командиров и норм обеспечения материально-техническими средствами корабли делятся на ранги. Деление кораблей на классы, подклассы и ранги определяется Руководством по классификации кораблей и судов Военно-Морского Флота и отражается в Корабельном уставе ВМФ РФ.
Имеет место также разделение кораблей на типы (проекты), которые объединяют однотипные корабли, то есть корабли, сделанные по одному проекту.
В соответствии с Корабельным уставом ВМФ РФ в корабельный состав Военно-Морского Флота входят:
- боевые корабли,
- корабли специального назначения,
- морские и рейдовые суда обеспечения.

В боевой состав Военно-Морского Флота входят только боевые корабли.
В соответствии с выполняемыми задачам современные корабли иногда разделяют на следующие три основные группы:
- боевые корабли,
- военно-транспортные,
- обеспечивающие (вспомогательные).

Единой международной системы классификации или ранжирования кораблей не существует — и классификация и разделение кораблей на ранги отличается как по странам, так и по разным историческим периодам, хотя в этих классификациях много общего.
Система ранжирования (разделения на ранги или разряды) военных кораблей начала зарождаться в начале XVI века в Англииen:Rating system of the Royal Navy#Origins and description и сложилось в систему в XVII веке. В английском парусном флоте корабли делили на 6 рангов; в русском парусном флоте линейный корабли делили на 4 ранга (120-, 110-, 84-, и 74-пушечные), фрегаты на 3 (60-, 44-, 36-пушечные); во французском корабли также имели 4 ранга, фрегаты — 3.
Корабли ВМФ России, как и ВМФ СССР, делятся на 4 ранга, которые включают следующие классы:
- 1-й ранг:

- авианесущие корабли и крейсеры. Ввиду отсутствия единой чёткой формализованной классификации, классы могут пересекаться в едином для обоих подклассе, в частности — авианесущий крейсер — именно так определяют флагманский корабль Северного флота «Адмирал флота Советского Союза Кузнецов», или — универсальный десантный корабль (УДК) — к каковым относится УДК-вертолётоносец «Мистраль». Крейсеры также разделяются на подклассы — противолодочные (крейсеры-вертолётоносцы, существовали в ВМФ СССР, ныне отсутствуют) и ракетные,
- Атомные подводные лодки (АПЛ), точнее классы атомных подводных лодок:

- стратегические ракетоносцы (ПЛАРБ или РПКСН и ТРПКСН),
- АПЛ с крылатыми ракетами (ПЛАРК или АПРК),
- многоцелевые (торпедно-ракетные) АПЛ (ПЛАТ и МПЛАТРК).

- 2-й ранг:

- дизельные подводные лодки (ДЭПЛ),
- большие противолодочные корабли (БПК),
- эсминцы,
- большие десантные корабли (БДК).

- 3-й ранг:

- сторожевые корабли (СКР),
- средние десантные корабли (СДК),
- малые ракетные (МРК), противолодочные (МПК), артиллерийские (МАК, например, МАК класса «река-море» пр. 21630) и десантные (МДК, например, МПК на ВП пр. 12322) корабли,
- ракетные катера,
- морские тральщики.

- 4-й ранг:

- торпедные и десантные катера,
- базовые и рейдовые тральщики.

В западных ВМФ большое распространение имеет класс «фрегат» («фрегат УРО»). С недавнего времени и в ВМФ РФ введён класс «фрегат» для замещения классов, определяемых как сторожевой корабль (СКР) и большой противолодочный корабль (БПК). Также в западной классификации распространён класс «корвет», меньший по рангу, чем «фрегат». В российский классификации классу корвет соответствуют сторожевые корабли (СКР), малые противолодочные корабли (МПК), малые ракетные корабли. В период Первой и Второй мировых войн в Великобритании был выделен класс «шлюпов» — эскортные корабли, которые в других флотах классифицировались как эсминцы, фрегаты, сторожевые корабли; позднее были переклассифицированы в корветы и тральщики.
- Устаревшие классы военных кораблей эпохи парового флота (вторая половина XIX века — XX век): линкор (линейный корабль), эскадренный броненосец, броненосец береговой обороны, монитор, канонерская лодка и другие.
- Наиболее распространённые классы военных кораблей эпохи парусного флота (XVIII век — первая половина XIX века): линейный корабль (man-o-war), фрегат, корвет, бриг и другие.

## Официальная классификация судов (Регистр)
Классификация судов — присвоение судну определённого класса.
Класс судна — разряд, к которому относится судно согласно правилам классификации и постройки того или иного классификационного общества.
В России классификацией судов занимаются Российский морской регистр судоходства и Российский Речной Регистр. Крупнейшим классификационным обществом является Регистр Ллойда.

## Характеристики судов и кораблей
Как инженерное сооружение, предназначенное для определённых целей, судно обладает эксплуатационными характеристиками (эксплуатационными качествами). Как плавающее сооружение судно обладает мореходными качествами. Мореходные качества могут включать в эксплуатационные характеристики судна, но для лучшей систематизации имеет смысл выделять их в отдельную группу.
Военные корабли также обладают мореходными качествами, но вместо эксплуатационных характеристик для них применимы тактико-технические характеристики (ТТХ), точнее, более правильно — тактико-технические элементы (ТТЭ).
- Эксплуатационные характеристики судна:

- габаритные размеры,
- регистровая вместимость,
- скорость,
- показатели прочности,
- дальность плавания,
- автономность плавания,
- расход топлива,
- уровень автоматизации,
- ремонтопригодность,
- показатели комфортности пассажирских и служебных помещений,

### Эксплуатационные характеристики судна

#### Главные размерения
Главные или основные размерения судна (корабля) — параметры, характеризующие наружные размеры судна:
- длина (L)
- ширина (B)
- осадка (T)
- высота борта (H)

Главные размерения определяют водоизмещение судна, его вместимость и грузоподъёмность, манёвренность, остойчивость и другие мореходные качества, влияют на прочность и жёсткость корпуса, сопротивление воды движению судна. Габаритные размерения определяют возможность судна плавать в ограниченных условиях — на мелководье, в узкостях, шлюзах и т. п.
Различают теоретические и габаритные главные размерения. Первые определяются по теоретической поверхности корпуса без учёта толщины обшивки и выступающих частей (рули, привальные брусья, наделки и т. п.).
К теоретическим главным размерениям относят:
конструктивные — по конструктивной ватерлинии (КВЛ),
расчётные — по расчётной ватерлинии,
наибольшие — наибольшие размеры корпуса без выступающих частей.
Габаритные главные размерения определяют максимальные габариты судна с учётом постоянно выступающих частей (рули, привальные брусья, наделки и т. п.)
Определения главных размерений судна, включающих конструктивные, расчётные, наибольшие и габаритные линейные размеры, описаны в стандарте ГОСТ 1062-80.
Длина (L от англ. Length).
Наиболее распространённые варианты измерения длины судна:

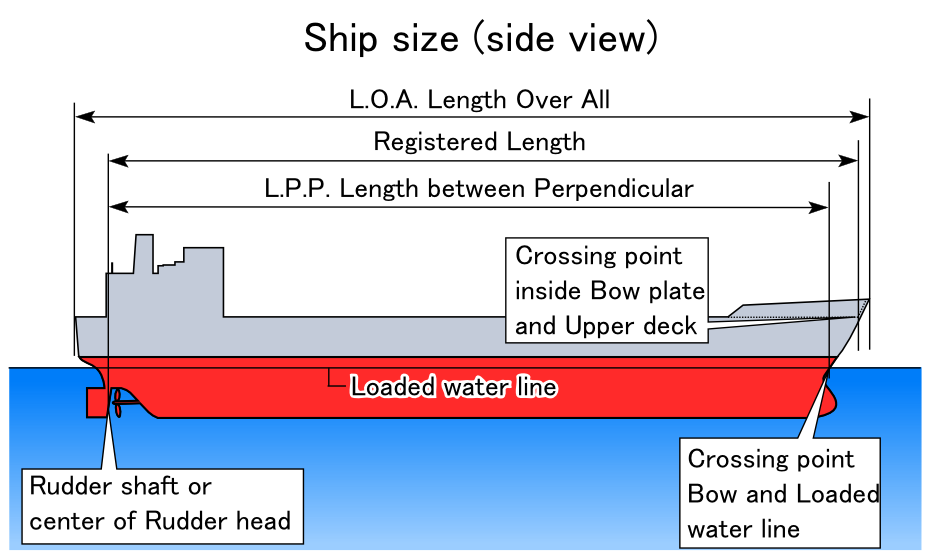

- Длина по конструктивной ватерлинии (LКВЛ, LWL (от англ. Load Waterline Length), LWL, lwl, w/l, w.l., wl) — расстояние, измеренное в плоскости КВЛ (конструктивной ватерлинии) между точками пересечения её носовой и кормовой части с ДП (диаметральной плоскостью). Аналогично LКВЛ определяют длину для любой расчётной ватерлинии — LВЛ.

КВЛ (конструктивная ватерлиния) — ватерлиния, соответствующая расчётному полному водоизмещению судна или нормальному водоизмещению военного корабля.
ГВЛ (грузовая ватерлиния) — ватерлиния, при плавании судна с полным грузом. У морских транспортных судов КВЛ и ГВЛ как правило совпадают.
ДП (диаметральная плоскость) — одна из трёх основных плоскостей, определяющих теоретический чертёж судна, — вертикальная продольная плоскость, проходящая посредине ширины судна (то есть вдоль киля).
- Длина между перпендикулярами — (LПП, LPP, LBP (от англ. Length Between Perpendiculars), p/p, p.p., pp, Length BPP) — расстояние, измеренное в плоскости КВЛ между носовым и кормовым перпендикулярами:

носовой перпендикуляр — линия пересечения диаметральной плоскости (ДП) с вертикальной поперечной плоскостью, проходящей через крайнюю носовую точку КВЛ,
кормовой перпендикуляр — линия пересечения диаметральной плоскости (ДП) с вертикальной поперечной плоскостью, проходящей, через точку пересечения баллера (оси вращения руля) с плоскостью КВЛ.
- Длина наибольшая (LНБ, Lнб, LOA (от англ. Length Overall), o/a, o.a., oa) — расстояние, измеренное в горизонтальной плоскости между крайними точками носовой и кормовой оконечностей корпуса судна, включая надстройки (бак и ют), без выступающих частей. Для парусных судов длина наибольшая, как правило, включает княвдигед, но не включает бушприт, хотя может быть оговорено и иное.
- Длина габаритная (Lгб) — определяется аналогично наибольшей длине, но учитывает все постоянно выступающие части (рули, привальные брусья, наделки и т. п.). Как правило, в частности для малых судов в соответствии с ISO 8666, не включает подвесные моторы и любое оборудование, которое может быть демонтировано без помощи инструмента.

#### Водоизмещение
Водоизмещение — количество (обычно вес) воды, вытесняемой плавающим судном. Обычно измеряется в единицах массы — в тоннах — весовое водоизмещение, реже в единицах объёма — объёмное водоизмещение. Очевидно, что весовое водоизмещение равно текущему весу судна вместе с загруженным грузом, топливом, пассажирами и т. п. (за исключением судов с динамическими принципами поддержания (СДПП) и подводных судов находящихся в состоянии не «нулевой плавучести» (гидростатического равновесия)).
Объём жидкости, вытесняемый плавающим телом, находящимся в гидростатическом равновесии, зависит от плотности жидкости. А так как плотность воды зависит от температуры и солёности, то объём вытесняемый судном (а по сути это объём части судна, находящейся ниже поверхности воды, то есть ниже ватерлинии) зависит от температуры и солёности воды, поэтому уровень ватерлинии одинаково загруженного судна будет зависеть от того, в какой воде оно находится — в солёной или пресной, в тёплой (летом или в тропиках) или холодной (зимой или в высоких широтах). Эти возможные колебания уровня ватерлинии отмечаются на грузовой марке, размещённой на ватерлинии.
Водоизмещение — одна из основных характеристик судна или корабля, которая косвенно характеризует его размер. Однако указание «водоизмещения» без расшифровки определения (полное, нормальное, порожнем и т. п.), особенно для транспортного судна, может ввести в заблуждение и дезинформировать — например, у танкеров полное водоизмещение может отличаться от водоизмещения порожнем в более, чем 6 раз!
Различают следующие значения водоизмещения:
- массовое или весовое и объёмное,
- надводное и подводное (для подводных лодок и подводных судов),
- водоизмещение порожнем, стандартное, нормальное, полное и наибольшее.

Полное водоизмещение равно сумме водоизмещения порожнем и дедвейта.

#### Грузоподъёмность и дедвейт
Грузоподъёмность — одна из важнейших эксплуатационных характеристик — масса груза на перевозку которого рассчитано судно.
- Полезная грузоподъёмность или чистая грузоподъёмность — масса полезного груза, который может принять судно при осадке по грузовую ватерлинию. К полезному грузу относят груз в трюмах или танках, пассажиров с багажом и необходимыми для них запасами воды и провизии, выловленная рыба для рыболовных судов и т. п.[40]
- Полная грузоподъёмность или валовая грузоподъёмность или дедвейт — помимо полезного груза включает в себя топливо, смазочное масло, экипаж, провизию и запасы воды для экипажа, запас воды для котлов и других технических нужд и другие расходные материалы — то есть все переменные (не являющиеся неотъемлемой частью конструкции судна) грузы.

Вес конструкции судна (водоизмещение порожнем) и дедвейт в сумме дают полное водоизмещение судна.
Грузоподъёмность нельзя путать с грузовместимостью, а тем более с регистровой вместимостью (регистровой грузовместимостью) судна — это разные параметры, измеряемые в разных величинах и имеющие разную размерность. Путаница может возникать и из-за того, что термин «тоннаж» (англ. tonnage) в английском языке и, как калька в русском языке, в зависимости от контекста, может означать и весовую и объёмную характеристику судна, причём в разных единицах (регистровых тоннах (равна 2,83 м3), английских (длинных) тоннах (равна 1016 кг), американских (коротких) тоннах равна 907,2 кг) фрахтовых тоннах (равна 1016 кг или 1,12 м3 в зависимости от контекста), метрических тоннах, а то и в исторических единицах объёмах или веса не имеющих точного эталона — бочках, ботах, касках и т. п.).

#### Вместимость
Помимо определения грузоподъёмности судна в весовых единицах (сейчас обычно в метрических тоннах) и измерения общего веса судна параметром водоизмещения, сложилась историческая традиция измерения внутренних объёмов судна. Этот параметр используется только для гражданских судов.
Вместимость судна — объёмная характеристика помещений судна. Не следует путать грузовместимость и регистровую вместимость. Для пассажирских и грузопассажирских судов существует также параметр «пассажировместимость».
Параметры вместимости (грузовместимости), грузоподъёмности (в том числе дедвейта) и водоизмещения не связаны между собой и в общем случае являются независимыми (хотя для одного класса судов существуют коэффициенты, которые косвенно связывают один параметр с другим).
Грузовместимость — суммарный объём грузовых помещений, в российской практике принято измерять в кубических метрах. .
В мировой практике измеряют также не только объём грузовых помещений (чистая вместимость), но и объём всех внутренних помещений судна, то есть суммарный внутренний объём судна (валовая вместимость), что гораздо точнее характеризует величину судна. До 1982 года для определения полезного (чистый или нетто) и общего валового или брутто) объёма помещений судна использовался термин регистровая вместимость или, реже, регистровый тоннаж. Измерялась регистровая вместимость в регистровых тоннах (объёмная, а не весовая единица!), которая равна 100 кубическим футам (~2,83 м3).
С 1982 года, в соответствии с решением Международной Конвенции по обмеру судов 1969 года, параметры валовой регистровой вместимости (БРТ, GRT) и чистой регистровой вместимости (НРТ, NRT) были заменены безразмерными индексами валовой вместимости (GT) и чистой вместимости (NT), которые также характеризуют величину судна и полезный объём его грузовых помещений.
Использование для обозначения вместимости в англоязычных документах и литературе термина тоннаж (англ. tonnage), который в зависимости от контекста и периода мог означать как вместимость, так и грузоподъёмность, измерение объёма в тоннах (см. регистровая тонна), которая к тому же равна ~2,83 м3 (то есть эквивалента весу воды в этом объёме равным 2,83 метрических тонны), может привести к путанице при неаккуратном переводе.
Сейчас при указании вместимости (GT, NT) единицы размерности не используются — это безразмерный индекс.
Пример пересчёта значений в привычные величины: для крупнейшего супертанкера «Knock Nevis» указаны Knock Nevis следующие характеристики — Tonnage: 260 941 GT, 214 793 NT, 564 763 DWT — это значит, что внутренний объём всех помещений судна (кроме объёмов двойного дна, балластных цистерн и некоторых служебных помещений) составляет около 738 463 м3, полезный объём грузовых помещений (танков) 607 864 м3, что эквивалентно 607 864 тоннам пресной воды при нормальных условиях или около 500 000 тонн нефти марки Brent, дедвейт (полная грузоподъёмность — груза, топлива, экипажа, провианта и т. п.) 573 799 тонны (сейчас дедвейт, как правило, указывают в метрических тоннах, хотя раньше указывался в английских тоннах («длинных» тоннах) и требовался пересчёт с коэффициентом 1,016. Здесь как раз указан в английских тоннах, и хотя это никак не указано в явном виде, это можно установить из указанных значений водоизмещения — Displacement: 81 879 long tons light ship, 646 642 long tons full load — которое указано в английских тоннах, а разница между значениями как раз равна указанному дедвейту.
- Валовая вместимость (GT, G.T., gt — от англ. Gross Tonnage) или брутто-тоннаж, валовой тоннаж — объём всех помещений корпуса и закрытых надстроек (не путать с рубкой), за исключением объёмов двойного дна, балластных цистерн, служебных помещений (камбуза, санузлов, световых люков, шахт и т. п.), рубок. Измеряется в регистровых тоннах (~2,83 м3). Это понятие с 1982 года заменило термин Валовая регистровая вместимость (GRT).

- Валовая регистровая вместимость (GRT, grt, g.r.t. — от англ. Gross Register Tonnage) валовой регистровый тоннаж, брутто-регистровый тоннаж

- Чистая вместимость (NT, N.T., nt — от англ. Net Tonnage) или чистый тоннаж, нетто-тоннаж

- Чистая регистровая вместимость (NRT, nrt, n.r.t. — от англ. Net Register Tonnage) чистый регистровый тоннаж, нетто-регистровый тоннаж

#### Мощность судового двигателя
Мощность — величина, показывающая, какой объём механической работы может произвести двигатель в единицу времени. Измеряется в киловаттах (кВт, единица СИ) или в лошадиных силах (л. с., внесистемная единица, которая сохранилась благодаря более очевидному эталону и историческому наследию). Сейчас в России под лошадиной силой подразумевается метрическая лошадиная сила равная 735,5 Вт, а в Великобритании и США и до сих пор используется механическая (также британская, имперская, индикаторная) лошадиная сила равная 745,7 Вт.
Для теплового двигателя (паровой, включая турбинные установки; двигатель внутреннего сгорания) используют понятия внутренней и эффективной мощности.
Для оценки возможностей судна как комплексной инженерной конструкции наиболее показательно указывать мощность на валу то есть эффективную мощность, однако, исторически сложилось, что достаточно длительный период — в течение XIX и в начале XX века (пока производились паровые машины) — было принято указывать внутреннюю мощность, не учитывавшую механические потери в элементах двигателя.
Внутренняя мощность могла обозначаться как:
- nhp, NHP (от англ. nominal horsepower) — номинальная (нарицательная) мощность. Номинальная (нарицательная) лошадиная сила не равна метрической — 745,7 Вт.
- ihp (от англ. indicated horsepower) — индикаторная мощность. Индикаторная лошадиная сила также равна не метрической, а механической — 745,7 Вт.

При использовании электродвигателей в качестве элемента судовой энергетической установки могли указывать также не эффективную мощность (мощность на валу), а электрическую мощность (или, точнее «электрические лошадиные силы»). Как и принято в электротехнике, эта величина отражает, какую мощность потребляет электродвигатель, а не какую он выдаёт на вал, и, хотя, КПД электродвигателей, особенно мощных, весьма высок (85—98 %), этот параметр не равен эффективной мощности. Обозначается электрическая мощность обычно:
- ehp, EHP[прим. 4], hp(E) (от англ. electrical horsepower) — электрическая мощность. 1 ehp (электрическая лошадиная сила) = 746 Вт (ровно (!), то есть больше, чем механическая л. с.).

Эффективная мощность или мощность на валу, обычно обозначается как:
- shp (от англ. shaft horsepower — мощность на валу). Но обычно такое обозначение указывает на то, что это значение приводится для английского или американского судна и, скорее всего, выражено в механических лошадиных силах (745,7 Вт).

Внутренняя мощность (нарицательная (номинальная) мощность, индикаторная мощность) — показывает работу (за единицу времени), совершаемую рабочим телом при расширении. То есть учитывает только мощность пара или сгораемого топлива внутри цилиндра паровой машины или ДВС и никак не учитывает механические потери на трение самого цилиндра, КШМ, валов, редуктора и других механических частей. Очевидно, что указанное значение внутренней мощности заметно больше той мощности, которой реально обеспечивается движитель (гребной винт или колесо) — на величину всех механических потерь.
Для пароходов первой половины XIX века указывали нарицательную мощность паровой машины — условную мощность, вычисленную по эмпирической формуле, учитывавшей площадь поршня, скорость поршня и избыточное давление пара (для первых паровых машин давление пара и скорость поршня считались постоянными и мощность вычислялась пропорционально площади поршня). Измерялась в британских (механических) лошадиных силах, равных 745,7 Вт (101,39 % от метрической лошадиной силы), которые обозначались nhp или NHP (от англ. nominal horsepower). В Англии эта мощность называлась «номинальной», во французском флоте — «британской», в России принято название «нарицательная мощность».
С середины XIX века начали использовать более точный параметр — индикаторную мощность — внутреннюю мощность паровой машины, вычисленную на основе индикаторной диаграммы. Однако ещё долгое время пользовались и нарицательной мощностью, особенно при заказе заводам паровых машин для торговых судов. Индикаторная мощность измеряется в индикаторных лошадиных силах, которая также больше метрической лошадиной силы и равна 745,7 Вт, обозначается часто как ihp (от англ. indicated horsepower).
Эффективная мощность (мощность на валу, иногда также называют тормозной мощностью) — показывает работу, которая совершается уже на валу двигателя, то есть это мощность, которую двигатель передаёт потребителю, то есть движителю — гребной винт, колесо. Эффективная мощность всегда меньше внутренней мощности на величину механических потерь.
С понятием эффективной мощности связаны следующие показатели судовых двигателей:
- агрегатная мощность,
- цилиндровая мощность,
- литровая мощность,
- поршневая мощность.

В эксплуатационных условиях определяют следующие параметры эффективной мощности:
- максимальная мощность,
- номинальная мощность,
- полная мощность,
- эксплуатационная мощность,
- минимальная мощность,
- приведённая мощность.

При выборе главных двигателей в процессе проектирования судна используют понятия:
- буксировочная (или эффективная) мощность,
- валовая мощность,
- тяговая мощность.

#### Скорость
Скорость — одна из важнейших эксплуатационных характеристик судна и одна из важнейших тактико-технических характеристик корабля, определяющая быстроту его передвижения.
Скорость морских судов и кораблей измеряют в узлах (1 узел равен 1,852 км/ч), скорость судов внутреннего плавания (речных и т. п.) — в километрах в час.
- скорость на испытаниях (сдаточная скорость)
- спецификационная скорость
- эксплуатационная скорость
- экономичная скорость
- путевая скорость
- техническая скорость
- минимальная скорость

Для глиссирующих судов и судов на подводных крыльях:
- скорость начала глиссирования
- скорость отрыва корпуса

Для кораблей:
- абсолютная скорость корабля
- безопасная скорость корабля
- крейсерская (для военных кораблей также боевая экономическая скорость корабля)
- генеральная скорость корабля
- допустимая скорость корабля
- наибольшая скорость корабля (или максимальная)
- наименьшая скорость корабля (или минимальная)
- относительная скорость корабля
- полная боевая скорость корабля (или скорость полного хода)
- экономическая скорость корабля (или технико-экономическая)
- эскадренная скорость корабля (или назначенная)

### Мореходные качества
- Плавучесть
- Остойчивость
- Ходкость
- Управляемость
- Устойчивость на курсе

## Конструкция
Конструктивными элементами современного судна являются:
- корпус,
- надстройки и рубки,
- судовая энергетическая установка,
- судовые устройства,
- судовые системы и трубопроводы,
- электрооборудование,
- оборудование помещений,

для парусных судов важнейшими конструктивными элементами являются:
- рангоут и такелаж.

### Корпус
Корпус является важнейшей и неотъемлемой частью судна, не может быть судна без корпуса, однако бывают двух- и трёхкорпусные суда — катамараны и тримараны. Передняя оконечность корпуса судна называется нос, задняя — корма. Боковые поверхности корпуса называются бортами (правый по ходу движения — штирборт, левый — бакборт), нижняя часть — дно или днище, горизонтальные перекрытия — палубы, пространства (помещения) между палубами — твиндеки, самое нижнее помещение — между днищем (вторым дном) и нижней палубой — трюм.
В общем случае считается, что корпус судна составляют набор корпуса, наружная обшивка и верхняя палуба. Обшивку и палубу иногда также называют перекрытиями — днищевое перекрытие, бортовое перекрытие, палубное перекрытие. Обшивка представляет собой водонепроницаемую оболочку, обеспечивающую судну плавучесть и прочность.

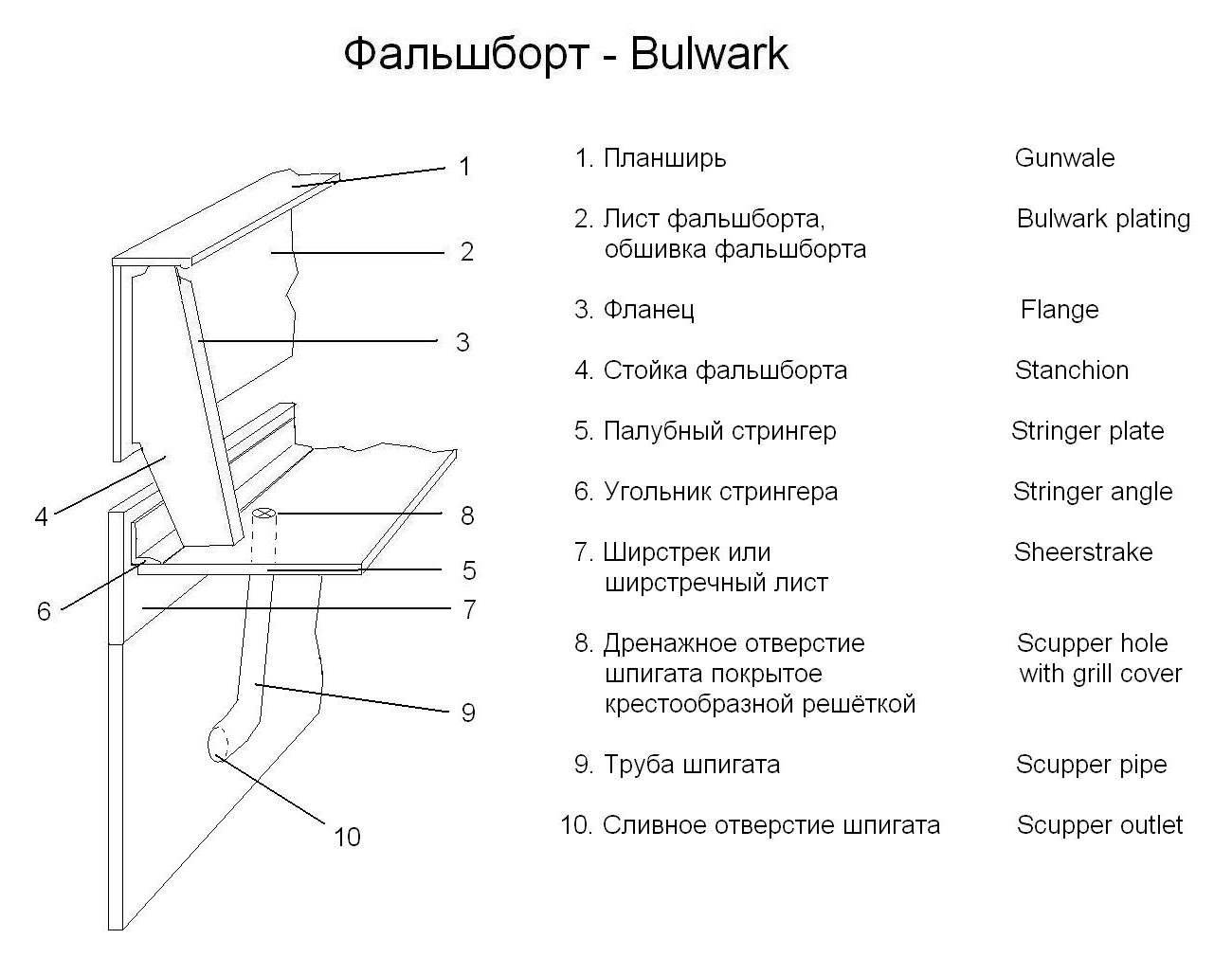
Конструкция фальшборта

Обшивка состоит из поясьев — днищевых, скуловых, бортовых. Выделяют килевой пояс, шпунтовый пояс, скуловой пояс, бархоут, ширстрек (верхний пояс обшивки). Пояс, являющийся продолжением борта выше палубы называется фальшборт. Вертикальные соединения листов или досок одного пояса называют стыками, горизонтальные соединение поясов — пазами. Графически поясья наружной обшивки изображаются на растяжке наружной обшивки.
Набор корпуса — остов, к которому крепится обшивка — совокупность продольных и поперечных балок, составляющих каркас корпуса судна заданной формы и являющейся опорой для присоединения к нему обшивки. Основная горизонтальная продольная днищевая балка (в деревянном судостроении — брус или набор брусов), расположенная в диаметральной плоскости называется киль, его носовое и кормовое продолжение — наклонённые от вертикали балки (брусы) — называются штевнями — носовая форшевнем, кормовая ахтерштевнем, также называются кромки носа и кормы, даже если балки не выдаются наружу как у деревянных судов. Бывают и бескилевые (плоскодонные) суда, соответственно, у них отсутствуют фор- и ахтерштевень.
Другие продольные балки называются стрингеры, карлингсы, поперечные — шпангоуты. Точнее, в современном судостроении шпангоут — это лишь бортовая часть поперечной балки, днищевая называется флор, палубная (горизонтальная) — бимс, причём шпангоуты разделяют на трюмные и твиндечные (межпалубные). Все вместе (флор, шпангоуты и бимс) они образуют шпангоутную раму. Соединяются флор и бимс со шпангоутом при помощи книц. В деревянном судостроении разделяли шпангоут и бимс, а шпангоут состоял из футоксов: флортимберса, собственно футоксов, пиктимберса и топтимберса.
Другие элементы набора корпуса судна: кильсон, пиллерсы.

### Надстройки и рубки
Надстройка — закрытое сооружение на верхней палубе судна, расположенное от борта до борта, либо отстоящее от бортов на небольшое расстояние, не превышающее 4 % от ширины судна. Если подобная конструкция отстоит от бортов на бо́льшее расстояние, то она называется рубкой. Носовая надстройка называется бак, кормовая — ют. Расположение надстроек отчасти определяет архитектуру судна.

### Судовая энергетическая установка
Судовая энергетическая установка — комплекс машин, механизмов, теплообменных аппаратов, источников энергии, устройств и трубопроводов — предназначенных для обеспечения движения судна, а также снабжения энергией различных его механизмов.

## Судостроение

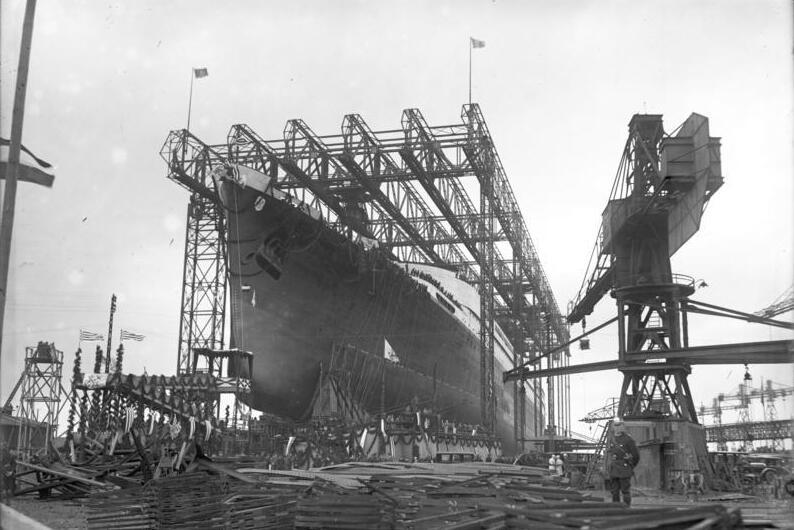
«Бремен» на верфи.

Су́дострое́ние, или кора́блестрое́ние, — процесс создания плавучих сооружений, таких как суда, корабли и плавучие объекты. Плавучие сооружения обычно строят на специализированных предприятиях, верфях.

## Эксплуатация судна
- Порт приписки
- Государство флага

### Экипаж судна
(команда)
Подготовка и дипломирование экипажа

### Судовые документы
- Судовая роль
- Судовой журнал

## Рекорды

### Рекордные размеры
Основные статьи:

- Список судов максимальной грузовместимости
- Список самых длинных судов
- Список крупнейших контейнеровозов
- Список крупнейших боевых кораблей
- Список крупнейших круизных судов
- Список самых больших судов из дерева
- Malaccamax

- «Prelude FLNG» — на сегодняшний день (2016 год) самое большое (по линейным размерам, но не по водоизмещению и дедвейту) судно из существовавших когда-либо на Земле. Длина 488 метров, ширина 74 метра, водоизмещение 600 000 тонн. Предназначено для добычи и сжижения на борту природного газа. Судно ещё не эксплуатируется, так как не достроено — в декабре 2013 года корпус был спущен на воду, строительство планируется завершить в 2017 году.

- «Knock Nevis» (в прошлом также назывался «Seawise Giant», «Happy Giant», «Jahre Viking», «Mont») — супертанкер, который был самым крупным по линейным размерам судном (после модернизации 1981 года длина составляла 458,45, ширина 68,8 метров) и остаётся самым крупным по водоизмещению (657 000 тонн). При полной загрузке оказывал фиксируемое сверхточными приборами влияние на вращение Земли. Осадка и размеры не позволяли ему проходить через Суэцкий и Панамский каналы и пролив Ла-Манш. Пока считается самым большим и самым длинным из эксплуатировавшихся когда-либо судов, хотя по грузовместимости (260 941 тонн валовой вместимости) уступил супертанкерам типа «Батиллус». В 2010 году разобран на лом. В настоящее время (2016 год), до ввода в строй «Prelude FLNG», пока в эксплуатации нет судов длиннее 400 метров.
- Супертанкеры типа «Батиллус» — класс французских супертанкеров, состоящий из 4 судов, эксплуатировавшихся с 1976 по 2003 год. По грузовместимости (275 268 тонн валовой вместимости) несколько превосходили «Knock Nevis».
- «CSCL Globe» — самый длинный (400 м) и обладающий наибольшей грузовместимостью (19 100 TEU) контейнеровоз в мире, первый в серии из 5 контейнеровозов компании CSCL (China Shipping Container Lines)[англ.], порт приписки Гонконг, оснащено самым большим дизельным двигателем в мире. Спущен на воду в ноябре 2014 года, первый рейс совершил в декабре 2014 года.
- Компания Maersk обладает целым флотом контейнеровозов рекордных размеров — 8 контейнеровозов «Е-класса[англ.]» 2006—2008 годов постройки (головное судно «Emma Mærsk») длинной 397 метров, грузоподъёмностью 168 100 тонн (от 11 000 до 15 000 TEU, то есть 20-футовых контейнеров) и 15 (ещё 5 строятся — всего будет 20) контейнеровозов следующего — «Triple E класса[англ.]» (головное судно «Mærsk Mc-Kinney Møller[англ.]») — длинной 400 метров, грузовместимостью 191 780 тонн (более 18 000 TEU (20-футовых контейнеров)).
- Крупнейшими пассажирскими судами являются два однотипных круизных судна типа «Оазис» — «Oasis of the Seas» и «Allure of the Seas», построенные в 2009—2010 году в Финляндии для американо-норвежской компании «Royal Caribbean International». Суда имеют длину 362 метра, ширину 65 метров (47 м по ватерлинии) и могут вместить 6400 пассажиров, экипаж при этом составляет 2100 человек. В 2016 году их сменила «Harmony of the Seas» той же длины, с валовой вместимостью 227 700 рег. тонн, вмещающий 6700 пассажиров и 2100 членов экипажа.
- Крупнейшими в истории неатомными боевыми кораблями были во время Второй Мировой войны однотипные японские линкоры «Ямато» и «Мусаси» длиной 263 м и водоизмещением 72 800 тонн.
- «Энтерпрайз», атомный авианосец США, нёсший службу с 1961 по 2012 год — самый длинный в истории боевой корабль мира (длина 342 м, ширина 78,4 м (по ватерлинии 40,5 м), полное водоизмещение 93 400 тонн). Он же является самым мощным когда-либо существовавшим кораблями — 280 000 л. с.
- Самыми большими по водоизмещению боевыми кораблями являются действующие атомные авианосцы США типа «Нимиц» (полное водоизмещение 106 000 тонн, длина 332,8 м, ширина 78,4 м (по ватерлинии 40,8 м), мощность 260 000 л. с.).
- Самые большие в мире подводные лодки — советские атомные тяжёлые ракетные подводные крейсеры стратегического назначения (ТРПКСН) типа «Акула» (проект 941) (длина 172,8 м, ширина 23,3 м, подводное водоизмещение 48 000 тонн, надводное 23 200 тонн). Всего было построено 6, одна из этих АПЛ (ТК-208 «Дмитрий Донской») находится в строю, остальные утилизированы или находятся в процессе утилизации.
- Самой длинной подводной лодкой в мире является К-329 «Белгород».

### Рекорды скорости
Основные статьи:
- Рекорды скорости на воде
- Рекорды скорости под парусом

- 24,28 км/ч[прим. 7] (13,11 узла) — самая высокая скорость судна на вёслах. Рекорд установлен в ходе традиционных соревнований по академической гребле между командами университетов Оксфорда и Кембриджа 18 марта 1984 года — команда из Оксфорда прошла дистанцию в 6 779 м — от Пугни до Мортлейка — за 16 минут 45 секунд[51].
- 45,25 узла (83,42 км/ч) — скорость самого быстрого эсминца — показана эсминцем (по российской классификации лидером) «Ле Террибль[англ.]» типа «Ле Фантаск» в 1935 году.
- 65,45 узлов (121,21 км/ч) — самая высокая официально зарегистрированная скорость под парусом (на 500-метровой дистанции) en:Speed sailing record.
- 275,8 узла (511,11 км/ч) — самая высокая официально зарегистрированная скорость на воде. Рекорд установил австралиец Кен Уорби[англ.] на катере (гидроплане) «Spirit of Australia»[англ.], приводимым в движение авиационным реактивным двигателем[англ.], 8 октября 1978 года.[52] Последующие попытки побить этот рекорд приводили к гибели гонщиков, так как такая скорость на поверхности воды приводит к гораздо большей, чем на поверхности земли, нестабильности «болида», а удар о воду на такой скорости сравним с ударом о твёрдую поверхность[53].

## Комментарии
1. ↑  Энергия солнца требует дополнительного преобразования в двигателе, другие источники (например, дождь) применения не имеют.
2. ↑  Документ ИМО СОЛАС-74 оперирует термином именно «рыболовные» суда, хотя в определении оговаривает, помимо рыбного, промысел представителей фауны к рыбам не относящихся (киты, моржи и др.). Такой же казус и в английской редакции документа — «fishing vessel»
3. ↑  К сожалению, и в авторитетных источниках (в том числе в МЭС) можно встретить ошибочный перевод значения грузоподъёмности (burthen, burden) как значение водоизмещения (в основном для эпохи парусных судов), что искажает (занижает) размер судна в 1,5—2 раза. Так запись «Tons: 500 burden» означает грузоподъемность, а запись «Ton: 500 disp.» — водоизмещение (displasment), более того, фраза «ship of 500 tons» почти всегда будет означать более практичное значение грузоподъёмности, а переводчик, ввиду привычки измерять суда водоизмещением, может ошибочно перевести фразу как «судно водоизмещение 500 тонн» (отдельная ошибка, что метрическая тонна обозначается как tonne, а ton — это английская (длинная) тонна, равная 1016,047 кг.
4. ↑  Словари для «EHP» указывают также и «эффективная мощность», однако в судостроении эффективную мощность принято обозначать как «shp» — shaft horsepower — мощность на валу.
5. ↑  Штирборт и бакборт — термины устаревшие, но встречаются в художественной и специальной литературе.
6. ↑  Существовали и существуют и другие технологии изготовления корпуса судна помимо каркасной, но сейчас это наиболее распространённая технология.
7. ↑  Для речных судов скорость принято измерять в километрах в час, для морских — в узлах